# Armorial des chevaliers de l'Empire
Pour un article plus général, voir Armorial du Premier Empire.
Cet article présente et décrit les armoiries des chevaliers sous le Premier Empire.

## LesChevalierslégionnaires
- Haut – A
- B
- C
- D
- E
- F
- G
- H
- I
- J
- K
- L
- M
- N
- O
- P
- Q
- R
- S
- T
- U
- V
- W
- X
- Y
- Z

### A
| Armoiries | Nom du chevalier et blasonnement |
| --------- | --- |
|           | Jean Abbadie-Coulac (16 décembre 1719 – 1er mars 1812), maréchal de camp d'infanterie (en Pologne), lieutenant-colonel (10 août 1792), général de brigade (à titre provisoire le 25 avril 1793, confirmé le 15 mai 1793), affecté à l'armée des Pyrénées occidentales (1793), commandant des vallées des Hautes-Pyrénées (17 décembre 1793 – 28 juin 1794), admis en retraite comme chef de brigade (9 juin 1794), chevalier de l'Empire (lettres patentes du 12 novembre 1809). D'azur à une cuirasse d'or frangée de gueules, chargée d’une épée haute en pal d'argent, accompagnée en chef de deux molettes du même (alias d'argent) ; à la bordure de gueules chargée du signe des chevaliers légionnaires. |
|           | Jean-Marie Aberjoux (10 janvier 1767, Saint-Amour – 30 janvier 1834, Saint-Amour), lieutenant-colonel, légionnaire (14 juin 1806), chevalier de l'Empire (lettres patentes du 23 février 1811). D'azur à la bande de gueules, chargée du signe des chevaliers légionnaires, accompagnée en chef d'un bouclier et en pointe d'un lion tenant de la patte dextre une épée, le tout d'or. |
|           | Pierre Auguste Adet (17 mai 1763, Nevers – 19 mars 1834, Paris), préparateur de Lavoisier, docteur-régent de la faculté de médecine de Paris, ambassadeur aux États-Unis (1795), tribun (25 décembre 1799), fondateur de la Société d'encouragement pour l'industrie nationale (1801), préfet de la Nièvre (1803-1809), conseiller-maître à la Cour des comptes (1813-1834), chevalier de l'Empire (1808), officier de la Légion d'honneur (1814). Tiercé en pal : au premier d'azur à trois roses d'argent ; au deuxième de gueules à l'insigne des chevaliers légionnaires ; au troisième d'argent à trois molettes de sable. |
|           | Pierre-Gabriel Ailliet (24 février 1762, Auxonne – 3 juillet 1822, Dijon), chef de bataillon du 30e régiment de ligne (1806), légionnaire (14 juin 1804), chevalier de l'Empire (lettres patentes du 16 décembre 1810). D'or au chevron d'azur accompagné en chef de deux étoiles du même et en pointe d'une grenade de sable enflammée de gueules ; à la bordure de gueules chargée du signe des chevaliers légionnaires. |
|           | Guillaume François d'Aigremont (1er avril 1770, Paris – 7 janvier 1827, Paris), colonel du 13e régiment de cuirassiers (1809), général de brigade (1812), officier de la Légion d'honneur (8 juillet 1809), chevalier de l'Empire (lettres patentes du 13 février 1811). D'or au pal de gueules, chargé du signe des membres légionnaires, accosté à dextre d'un rocher de six coupeaux de sable, surmonté d'une étoile d'azur, et à senestre d'une cuirasse d'azur, traversée en pal par un sabre de gueules. |
|           | Jean-Baptiste Amira, chef de bataillon, légionnaire, chevalier de l'Empire (lettres patentes du 17 août 1810). D'azur à une gerbe d'or accompagnée de deux épées hautes d'argent montées d'or et posées en chevron adextré d'un tiers de gueules chargé de l'insigne des chevaliers légionnaires. |
|           | Jean-Baptiste Arnaud (24 juin 1753, Puimoisson – 4 mars 1829, Puimoisson), avocat au parlement d'Aix, juge de paix puis de district, procureur général près la Cour criminelle d'Aix-en-Provence, président du collège électoral des Basses-Alpes, légionnaire, chevalier de l'Empire (28 janvier 1809). D'azur, à un chevron d'argent, acc. en chef de deux étoiles, et en pointe d'une tour, le tout du même, à la champagne de gueules chargée de l'insigne des chevaliers légionnaires. |
|           | Antoine-Vincent Arnault (22 janvier 1766 ✝ 16 septembre 1834, à Goderville), chargé de l'organisation administrative des îles Ioniennes (1797), ministre de l'Instruction publique par intérim (Cent-Jours), membre de l'Institut de France, 2 fois membre de l'Académie française (Fauteuil 16 (1813-1816) et 13 (1829-1834)), conseiller, secrétaire général du conseil de l'Université, exilé de 1815 à 1819, beau-frère du comte Regnauld de Saint-Jean-d'Angély, chevalier de l'Empire (19 mai 1809), D'or, à la gerbe de blé de sinople, au comble d'azur chargé de deux étoiles en fasce d'argent; chevron de gueules du tiers de l'écu, chargé du signe des chevaliers légionnaires, brochant sur le tout. |
|           | Domitien Joseph Asselin de Williencourt (19 octobre 1771, à Habarcq ✝ 23 janvier 1835, à Paris), général de brigade à titre provisoire (1814), maréchal de camp (1831), officier de la Légion d'honneur (1832), chevalier de Saint-Louis (1814), chevalier de l'Empire (22 octobre 1810), D'or, à un écusson d'azur chargé de trois molettes d'argent, 2 et 1, à la bordure de gueules, chargée de la croix de la Légion d'honneur. (Confirmation du titre de chevalier, par décret du 11 mars 1863, avec pour règlement d'armoiries : D'azur, à trois croix pattées d'argent, à la bordure de gueules chargée de huit étoiles d'or)., |
|           | Bruno-Philibert Audier-Massillon (1er juillet 1746 - Aix-en-Provence ✝ 29 septembre 1822 - Aix-en-Provence), Lieutenant général de la sénéchaussée d'Aix, député du tiers état aux États généraux (7 avril 1789), juge au tribunal de cassation (11 germinal an VIII), conseiller à la cour royale d'Aix (jusqu'en 1820), chevalier de l'Empire (3 juin 1808), chevalier de la Légion d'honneur (12 prairial an XII) Tiercé en fasce : au I d'azur à un soleil d'or ; au II de gueules au signe des chevaliers légionnaires ; au III d'argent à une mer d'azur chargée d'un alcyon d'or dans son nid de même et lampassé de pourpre. |
|           | Nicolas Grégoire Aulmont de Verrières 5 août 1746 - Paris ✝ 10 novembre 1831 - Paris), général de brigade (à titre provisoire le 30 octobre 1793, redevient chef de brigade le 25 mars 1795, de nouveau général de brigade à titre provisoire le 22 septembre 1798, confirmé le 9 août 1799), chevalier de l'Empire (9 janvier 1810), baron de l'Empire (1er mars 1812, lettres patentes du 1er mai 1812), commandant de la Légion d'honneur (14 juin 1804), chevalier de Saint-Louis (avril 1790), - Armes des Aulmont de Verrières sous l'Ancien Régime : De sable, à un mont ou rocher isolé d'or, au chef d'azur, soutenu d'une divise d'argent, et chargé d'un soleil d'or. - Armes de chevalier de l'Empire : Tiercé en fasce : d'azur à l'étoile d'or ; de gueules au signe des chevaliers légionnaires ; et d'argent au rocher de six coupeaux de sable. - Armes de baron de l'Empire : D'argent à un rocher de six coupeaux de sable mouvant de la pointe, au comble d'azur chargé d'une étoile d'or ; au franc-quartier des barons militaires., |
|           | Pierre d'Autancourt (28 février 1771 - Montigny-sous-Marle ✝ 1er janvier 1832- Nevers), Volontaire en 1792 au bataillon de Vervins, général de brigade, commandeur de la Légion d'honneur, chevalier (1808) puis baron de l'Empire (1810), Armes de chevalier de l'Empire : Tiercé en fasce : de sable à une tour d'argent crénelée de trois pièces, ouverte et maçonnée de gueules; de gueules au signe des chevaliers légionnaires ; et d'azur au cheval galopant d'or. |
|           | Ambroise-Philibert-Léon Auvity (17 avril 1788, à Paris ✝ 24 mars 1847), chirurgien en chef adjoint de l'Hôpital des Enfants-Trouvés et des Orphelins, puis chirurgien-major de la Garde municipale de Paris, chirurgien du Roi de Rome, officier de la Légion d'honneur, chevalier de l'Empire (lettres patentes du 2 avril 1812), D'azur, à deux palmes en sautoir d'argent surmontées au deuxième point en chef d'une étoile d'or, flanquées et accompagnées de trois têtes d'enfants nouveau-nés de carnation, les deux en flancs affrontées, celle de la pointe posée en fasce ; champagne cousue de gueules du tiers de l'écu, chargée du signe des chevaliers légionnaires. |
|           | Jacques Aversenc (1772-1854), capitaine de grenadiers, légionnaire, chevalier de l'Empire (17 mai 1810). D'azur à un chevron de gueules chargé du signe des chevaliers légionnaires ; au chef à dextre d'une épée haute en pal d'argent à senestre d'une branche d'aubépine d'or et en pointe d'une tête d'Isis d'argent posée de profil. |
|           | Joseph-Marie Avogadro-Casanova (1730-...), légionnaire et chevalier de l'Empire (9 octobre 1809). Burelé d'or et de gueules, senestré d'un tiers de gueules chargé du signe des chevaliers légionnaires. |
|           | Jean François d'Avrange du Kermont (30 octobre 1753 - Saint-Avold (aujourd'hui dans le département de la Moselle) ✝ 5 avril 1822), commandant ordonnateur de l'hôtel impérial des Invalides, chevalier de l'Empire (mai 1808), chevalier de la Légion d'honneur (4 germinal an XII (25 mars 1804), D'azur, au chevron d'or, brisé par la pointe, accompagné de trois besants du même, à la champagne de gueules, chargée du signe de la Légion d'honneur., |

### B
| Armoiries | Nom du chevalier et blasonnement |
| --------- | --- |
|           | Jean-Pierre Bachasson de Montalivet (5 juillet 1766 - Neunkirch-lès-Sarreguemines ✝ 22 janvier 1823 - château de Lagrange-Montalivet), Conseiller au parlement de Grenoble (1785), maire de Valence (1795), Préfet de la Manche (1801-1804), préfet de Seine-et-Oise (1804-1806), Conseiller d'État (28 mai 1804), directeur général des Ponts et Chaussées (3 mai 1806), ministre de l'Intérieur (1er octobre 1809-1er avril 1814), Intendant général de la couronne (21 mars 1815), Pair de France (2 juin 1815 (Cent-Jours), comte-pair le 5 mars 1819, lettres patentes du 14 novembre 1820), chevalier de l'Empire (lettres patentes de mai 1808), 1er Comte de Montalivet et de l'Empire (lettres patentes du 27 novembre 1808), chevalier de la Légion d'honneur par décret impérial, - Armes de chevalier de l'Empire : D’azur au griffon ailé d’or ; à la champagne de gueules chargée de l'insigne des chevaliers légionnaires. - Armes de comte de l'Empire : D’azur au griffon ailé d’or ; au canton des Comtes Ministres brochant., |
|           | Jean Louis Charles Bagnol dit, Bagniol (7 mars 1774, à Auneau ✝ 8 décembre 1843, à Rennes), Général de brigade (à titre provisoire, 1813), maréchal de camp (à titre provisoire, (12 juin 1815), maréchal de camp honoraire (2 octobre 1822), chevalier de l'Empire (décret du 15 août 1809, lettres patentes du 11 juin 1810), Lettres patentes royales de chevalier héréditaire (13 janvier 1815), officier de la Légion d'honneur (22 juin 1831), Chevalier de Saint-Louis (19 août 1818), D'azur, à la bande de gueules, chargée du signe des Chevaliers-Légionnaires, acc. en chef d'un lion d'or, soutenu d'une pile de trois boulets d'argent, 1 et 2, et armé d'une épée du même, et en pointe d'un lion d'argent soutenu par trois boulets d'or, 1 et 2, et armé d'une épée du même., |
|           | François Martin Trophime Barbé (11 novembre 1766 - Marseille), major du 20e chasseur à cheval, chevalier de l'Empire (1811), chevalier de la Légion d'honneur, D'azur à une fasce de gueules chargée du signe des chevaliers légionnaires;accompagné à dextre d'un cheval galopant et, à senestre, d'un dauphin et en pointe à dextre d'une épée en pal et à senestre d'une ancre, le tout d'or. |
|           | Jacques Bardenet (10 février 1754 - Vesoul ✝ 3 septembre 1833 - Vesoul), Chef de brigade (lors de la prise de Bois-le-Duc, le 9 octobre 1794, confirmé en 1795), Général de brigade (nommé sur champ de bataille de la Trebbia (19 juin 1799)), Député de la Haute-Saône au Corps législatif (6 germinal an X (27 mars 1802)-1806), chevalier Bardenet et de l'Empire (21 novembre 1810), officier de la Légion d'honneur (18 juillet 1807), Chevalier de Saint-Louis (19 juillet 1814), D'argent, à un dextrochère au naturel, tenant un cimeterre haut en pal d'azur ; à la champagne de gueules, chargée du signe des Chevaliers-Légionnaires., |
|           | Joseph Marie de Barral (Grenoble, 21 mars 1742 - Grenoble, 14 juin 1828), député de l'Isère au corps législatif (1800-1814), premier président à la Cour d'appel de Grenoble, chevalier Barral et de l'Empire (à la suite du décret le nommant membre de la Légion d'honneur en date du 25 prairial an XII, lettres patentes signées à Bayonne à mai 1808), Tiercé [ajouté en fasce] d'or, de gueules et d'argent, l'or chargé de trois cloches d'azur posées en fasce ; le gueules chargé de la croix de la Légion d'honneur en date ; l'argent chargé de trois bandes de gueules. |
|           | Louis Alexandre Amélie Bauduy (1er novembre 1773 - Port-au-Prince (Saint-Domingue) ✝ 5 mai 1827), maréchal de camp (honoraire (1814), confirmé en avril 1815 avec effet rétroactif à décembre 1814), officier de la Légion d'honneur (1804), Chevalier de Saint-Louis (1814), chevalier de l'Empire (Lettres patentes du 11 juin 1810), fait baron le 17 août 1822, Parti d'azur à un cheval galopant d'argent, accompagné en chef de trois étoiles et en pointe d'un croissant du même ; au II, d'or à un sabre d'azur posé en pal, suremonté de deux tête de maures de sables, tortillées d'argent ; à la champagne de gueules chargée de l'insigne des chevaliers légionnaires de l'Empire. |
|           | François Berge (11 mars 1779 - Collioure ✝ 11 avril 1832 - Paris), chef de bataillon, sous-directeur d'artillerie à la Guadeloupe (6 brumaire an XII), major (21 mars 1806), colonel (30 août 1808), général de brigade (26 mai 1813), lieutenant-général (3 octobre 1823), chevalier de l'Empire (Lettres patentes du 15 juillet 1810), baron de l'Empire (1814), grand officier de la Légion d'honneur (3 novembre 1827), Chevalier de Saint-Louis (20 août 1814), chevalier de 4e classe de l'ordre de Saint-Ferdinand d'Espagne (23 novembre 1823), - Armes de chevalier de l'Empire : Tiercé en fasce : en I, d'argent à une épée haute de gueules accompagnée de deux autruches d'azur, celle à dextre contournée ; en II, de gueules l'insigne des chevaliers légionnaires ; en III, d'or à une pyramide ombré de sable et maçonnée d'argent., - Armes par lettres patentes de 1816 : Tiercé en fasce : en I, d'argent à une épée haute de gueules accompagnée de deux autruches d'azur, celle à dextre contournée ; en II, de gueules à une étoile d'argent ; en III, d'or à une pyramide ombré de sable et maçonnée d'argent. |
|           | Pierre Marie-Auguste Berruyer (19 novembre 1780 - Paris ✝ 6 juillet 1816 - Paris), chef d'escadron au 1er dragons (3 octobre 1803), major du 11e dragons (fin 1805), colonel du 3e dragons (1809), colonel au 2e chevau-légers (1er janvier 1812), général de brigade et commandant d'armes à Soissons (18 janvier 1814), chevalier de l'Empire (4 janvier 1811), D'azur à la bande de gueules chargée de l'insigne des chevaliers légionnaires, accompagnée en chef d'un casque d'or taré de profil et pointe d'un éperon, molette vers le chef, d'argent, soutenu d'un lévrier passant, du même. |
|           | Pierre Augustin Berthemy(1778-1855), [chef d'escadron], aide de camp de Joachim Murat, maréchal de camp au service du roi de Naples (14 janvier 1813), chevalier Berthemy et de l'Empire (à la suite du décret du 15 août 1809, lettres patentes signées à Compiègne le 14 avril 1810), commandant de la Légion d'honneur (5 décembre 1812), commandeur de l'ordre royal des Deux-Siciles, D'or à l'épée en pal la pointe basse de sable accompagnée de trois têtes de cheval du même, allumées et lampassées de gueules: fascé de gueules du tiers de l'écu au signe des chevaliers brochant sur le tout,. |
|           | Joseph Constant Amédée Conrad Berthois (° 31 août 1775 - Piré † 18 avril 1832 - Paris), capitaine de première classe au corps impérial du génie, chevalier Berthois et de l'Empire (à la suite du décret du 22 juin 1811 le nommant membre de la Légion d'honneur, lettres patentes du 3 janvier 1813, Paris) puis officier de la Légion d'honneur (30 novembre 1830), Parti, au premier d'argent au lion rampant de gueules, au deuxième d'azur au croissant d'or surmonté d'une étoile du même : sur le tout de gueules occupant le tiers de l'écu et chargé du signe des chevaliers légionnaires. |
|           | Bertrand de Greville, Procureur général près la cour criminelle de l'Indre, Tiercé en bande : au 1, d'or, à une étoile rayonnante d'azur ; au 2 de gueules à l'insigne des chevaliers légionnaires ; au 3, d'azur, à un créquier d'or. |
|           | '''Julien Bessières''' (30 juillet 1777 - Gramat ✝ 31 juillet 1840 - Paris, ancien 9e arrondissement de Paris), commissaire impérial des îles Ioniennes à Corfou (1807-1810), chevalier Bessières et de l'Empire (titre accordé à la suite du décret du 9 janvier 1807 le nommant membre de la Légion d'honneur (lettres patentes du 27 décembre 1811 (Les Tuileries)), commandeur de la Légion d'honneur (29 janvier 1836), pair de France (2 octobre 1837). Échiqueté d'azur et d'argent, à la fasce de sable, fuselé d'or ; bordure du tiers de l'écu de gueules chargée du signe des chevaliers légionnaires, posé au deuxième point en chef. |
|           | Olivier de Bizien (20 janvier 1771, Roscoff – 26 février 1846, Quimper), lieutenant-colonel au 5e de ligne, légionnaire (14 juin 1804) puis officier de la Légion d'honneur (21 juin 1813), chevalier de l'Empire (lettres patentes du 28 janvier 1809). - Armes de chevalier de l'Empire : d'azur à la fasce d'or accompagnée en chef d'une étoile d'argent et en pointe d'un croissant du même adextré d'un tiers de gueules en pal chargé du signe des chevaliers légionnaires ; - Armes des Bizien, seigneurs de Kervilly, sous l'Ancien Régime : d'azur à la croix d'argent. |
|           | Pierre-François-Jean Bogne de Faye (5 octobre 1778 - Clamecy (Nièvre) ✝ 30 juillet 1838 - Clamecy), Secrétaire de la commission des échanges à Londres pour les prisonniers de guerre français (1798), Auditeur de 1re classe puis maître des requêtes au Conseil d'État, Secrétaire de légation de France, chargé d'affaires, puis ministre plénipotentiaire à Munich, Adjudant-commandant dans la Garde nationale de Paris, député de la Nièvre à la chambre des députés (21 octobre 1818), chevalier de l'Empire (lettres patentes du 25 mars 1813), commandant de la Légion d'honneur (6 janvier 1815), commandeur de l'Ordre de la Couronne de fer, D’or, à un chevron de gueules chargé du signe des chevaliers légionnaires, accompagné en chef de deux étoiles d'azur et en pointe d'un lion rampant de même. |
|           | André Barthélémy Boissonnet (24 août 1765 - Annonay ✝ 26 mai 1839 - Sézanne), Colonel-major du Génie de la Garde Impériale (1812), Chef d'état-major des troupes du Génie à l'armée de Mein (1813), Maréchal de camp honoraire (1824), Maire de Sézanne, officier de la Légion d'honneur (1804), chevalier de l'Empire (20 août 1809), baron de l'Empire 15 septembre 1813, avec une dotation en Westphalie, titre confirmé en 1865), Chevalier de Saint-Louis (1814), - Armes de chevalier de l'Empire : Tiercé en fasce : au I, parti d'argent, à une armure antique de sable et de sinople, à un rouleau déployé d'argent, sur lequel est dessiné un pentagone « au naturel » ; au II de gueules à l'insigne des chevaliers légionnaires ; au III, d'azur, à trois étoiles d'argent posées en fasce, acc. en chef d'un croissant du même. - Armes de baron de l'Empire : Écartelé : au 1, d'argent, à une armure de sable ; au 2, d'or plein ; au 3, de sinople, à un rouleau déployé d'argent, sur lequel est dessiné un polygone de sable (en forme de deux triangles vidés, entrelacés en forme d'étoile à six rais) ; au 4, d'azur, à trois étoiles d'argent, accompagnés en chef d'un croissant du même ; au canton des Barons militaires brochant. |
|           | Henri-Antoine Bon de Lignim (14 février 1777 - Rochecorbon ✝ 23 janvier 1856), chef de bataillon d'artillerie, Colonel-major d'artillerie de la Garde Impériale, Colonel d'un régiment de la garde royale avec rang de maréchal de camp (15 janvier 1823), chevalier Bon de Lignim et de l'Empire (lettres patentes du 30 octobre 1810), puis, baron Bon de Lignim et de l'Empire (lettres patentes du 21 février 1814), commandant de la Légion d'honneur (1er mai 1821), Chevalier de l'ordre royal et militaire de Saint-Louis (20 août 1814), - Armes du chevalier Bon de Lignim et de l'Empire : D'argent, à trois têtes de léopards de sable 1 et 2 accompagnées en pointe d'une tour donjonnée d'azur, ouverte du champ, maçonnée de sable ; à la bordure de gueules chargée du signe des chevaliers légionnaires. - Armes du baron Bon de Lignim et de l'Empire : D'argent, à la tour crénelée de sable de trois pièces, ouverte du champ, surmontée de trois têtes de léopards de sable, 1 et 2 ; au franc-quartier des Barons militaires., |
|           | Charles Auguste Bonnet de Viller (de Démouville), chef d'escadron au 10e régiment de hussards, chevalier de la Légion d'honneur le 14 mars 1806, chevalier de l'Empire par lettres patentes du 18 août 1810, chevalier de la Légion d'honneur le 17 avril 1821. - Armes de chevalier de l'Empire: "d'azur à la bande de gueules du tiers de l'écu au signe des chevaliers légionnaires, accompagnée en chef d'un lion armé d'un sabre d'argent et en pointe d'une tête de cheval du même bridée de gueules. Pour livrée les couleurs de l'écu." - Armes famille Bonnet sous l'Ancien Régime: "d'argent à la fasce de gueules chargée de trois besans du champ, accompagnée de trois bonnets à l'antique d'azur." |
|           | François Bony (20 décembre 1772 - Crécey-sur-Tille ✝ 30 mars 1848), général de brigade, Colonel de la Garde nationale de Selongey, maire de Selongey, Conseiller général de la Côte-d'Or, commandeur de la Légion d'honneur (1820), Chevalier de Saint-Louis (août 1814), chevalier de l'ordre de la Réunion (1810), chevalier de l'Empire (décret impérial et lettres patentes du 20 juin 1811), Parti : au 1er, d’azur à une épée d’argent, montée d’or ; au 2e, de sable à un chevron d’or, accompagné en chef de deux étoiles et en pointe d’une grenade, aussi d’or, ; enté en pointe de l’écu d’un tiers de gueules chargé du signe des chevaliers légionnaires. |
|           | Edme Étienne Borne Desfourneaux (22 avril 1767 - Vézelay (Yonne) ✝ 22 février 1849 - Paris), colonel (8 février 1793), général de brigade (14 mai 1793), général en chef (14 mai 1793 - 7 août 1794), général de division (11 décembre 1794), Député du département de l'Yonne au Corps législatif (4 mai 1811), Représentant à la Chambre des Cent-Jours (Joigny (département de l'Yonne), 13 mai 1815), chevalier de l'Empire (1er septembre 1808), baron de l'Empire (12 avril 1813), Comte (1823), grand cordon de la Légion d'honneur (3 août 1814), chevalier de l'Ordre de la Couronne de fer, chevalier de Saint-Louis (3 août 1814), - Armes du chevalier Borne des Fourneaux et de l'Empire : De sable, à trois tours d'or, ouvertes et ajourées d'azur ; au flanc dextre de gueules chargé du signe des chevaliers Légionnaires. |
|           | François-Antoine Boubert (13 juin 1748, Saint-Omer – 3 mai 1828, Saint-Omer), président de la Cour criminelle de Douai, légionnaire (14 juin 1804), chevalier de l'Empire (lettres patentes du 9 mars 1810). De contre-hermine à la bande de gueules chargée d'une croix de l'insigne des chevaliers légionnaires. |
|           | Pierre Boucher (15 février 1772 - Courbevoie ✝ 11 août 1831 - Paris), Capitaine adjudant-major aux chasseurs à pied de la Garde impériale, Colonel-major du 4e régiment de voltigeurs de la Garde impériale, chevalier Boucher et de l'Empire (décret du 15 mars 1810, lettres patentes 23 mai 1810 (Lille)), baron Boucher et de l'Empire (16 août 1813, lettres patentes du 11 novembre suivant), officier de la Légion d'honneur (9 juin 1809), D'or au chevron de gueules du tiers de l'écu au signe des chevaliers, accompagné en chef de trois étoiles en fasce d'azur et en pointe d'un arbre de sinople terrassé du même, adextré d'un lévrier contrerampant de sable et sénestré d'un coq perché sur une épée, le tout aussi de sable. |
|           | Louis Jacques François Boulnois (10 mai 1773 - Sarcus (Oise) ✝ 10 janvier 1833 - Paris), chef d'escadron de hussards en 1800, major au 9e Chasseurs (août 1807), général de brigade (26 mars 1813), lieutenant général (à la Restauration : 28 janvier 1815), chevalier de la Légion d'honneur (à la création de l'Ordre), chevalier de l'Empire (Lettre patente du 21 décembre 1808), baron d'Empire (décret impérial du 26 février 1814, titre confirmé le 30 septembre 1830), Parti : au 1, d'azur, au lion rampant d'argent ; au 2, de sinople, à trois mésanges d'or, 2 et 1 ; à la champagne de l'écu de gueules chargée de l'insigne des chevaliers légionnaires de l'Empire. |
|           | Edme Joachim Bourdois de La Motte (14 septembre 1754 - Joigny ✝ 7 décembre 1835 - Paris), Médecin en chef des épidémies pour le département de la Seine (1805), Inspecteur général de l’Université de France (1809), puis conseiller en 1811, Premier médecin du roi de Rome (1811), Médecin du collège des princes à Meudon, Médecin en chef des trois premières légions de la garde nationale de Paris, Médecin du prince de Bénévent, Médecin du département des affaires étrangères (sous la Restauration), Médecin consultant des rois Louis XVIII et Charles X, Membre puis président de l’Académie de médecine, chevalier de l'Empire (décret impérial et lettres patentes du 27 février 1812), baron de l'Empire, Donataire (rente de 4 000 francs) en Illyrie, le 1er janvier 1812, chevalier de la Légion d'honneur (décret impérial du 29 décembre 1811), Parti, au 1, d'azur au portique ouvert à deux colonnes d'or, sommé d'une grue avec sa vigilance du même ; au 2, d'argent à trois barres d'azur ; champagne de gueules du tiers de l'écu chargée du signe des chevaliers légionnaires., |
|           | Claude-Laurent Bourgeois de Jessaint (26 avril 1764 - Jessaint † 9 janvier 1853 - Beaulieu (Trannes), Maire de Bar-sur-Aube (28 janvier 1795 - 18 fructidor an V (25 mai 1797)), Préfet de la Marne (12 mars 1800, confirmé dans ses fonctions par Louis XVIII le 24 mai 1814, il surmonte six changements de régime, et reste à son poste jusqu'à sa démission le 18 novembre 1838, il obtient sa retraite de préfet le 22 février 1839), chevalier de l'Empire (16 septembre 1808), baron de l'Empire (15 août 1809, lettres patentes du 19 décembre 1809), vicomte (31 mai 1825), grand officier de la Légion d'honneur (19 mai 1825), Pair de France (10 novembre 1838), - Armes des Bourgeois de Jessaint sous l'Ancien Régime : Coupé : au 1, d'azur, à la bande d'argent, accompagné en chef d'une étoile d'or et en pointe d'une anille du même ; au 2, d'or, au lion de gueules. - Armes de chevalier de l'Empire : Tiercé en fasce : au I, d'azur, à la bande d'argent, accompagné en chef d'une anille d'or et en pointe d'une étoile du même ; au II, d'or, au lion de gueules ; au III, de gueules à l'insigne des chevaliers légionnaires. |
|           | Pierre Bousquet (25 mars 1766, Estaing), chirurgien-major au 25e de ligne, chevalier de l'Empire (16 mai 1813). De sable, à l'épée haute en pal d'or accolée d'un serpent d'argent ; la fasce de gueules du tiers de l'écu chargée du signe des chevaliers légionnaires, brochant sur le tout. |
|           | Jean-Guillaume Boysset (né le 15 avril 1758 à Laroquebrou (Cantal), médecin ordinaire de la Grande Armée, chevalier de l'Empire (26 avril 1811), De sable, à l'épée haute en pal d'argent montée d'or, tortillée d'un serpent de sinople et accostée de deux étoiles d'or; bordure cousue de gueules du tiers de l'écu, chargée du signe des chevaliers légionnaires, posé au deuxième point en chef. |
|           | Louis Bro (17 août 1781, Paris – 8 octobre 1844, Armentières), capitaine au 7e de hussards (1807), chef d'escadron (6 décembre 1811), major (28 juin 1813), adjudant-commandant, avec rang de colonel (avril 1814), maréchal de camp (11 octobre 1832), lieutenant-général (1843), chevalier de l'Empire (lettres patentes du 31 octobre 1810), grand officier de l'ordre de Léopold de Belgique. Lettres patentes du 30 octobre 1810 : d'or à un chevron de gueules chargé de l'insigne des chevaliers légionnaires et accompagné en pointe d'un broc d'azur. Armes parlantes (Le « broc » pour « Bro »). Lettres patentes du 13 août 1811 : tiercé en bande : au I, d'or à la sabretache de sable chargée du chiffre 7 du champ et accolée du couleuvre d'azur ; au II, de gueules à l'insigne des chevaliers légionnaires de l'Empire ; au III, d'azur coupé d'une mer de sinople chargé d'un cheval nageant d'argent, allumé et lampassé de gueules, bridé de sable et accompagné à dextre de trois palmiers terrassés d'or,. |
|           | Jean Louis Victor Broussonet (né à Montpellier), médecin en chef de l'hôpital de Montpellier et professeur de clinique à la faculté de médecine de cette ville, chevalier de l'Empire (19 janvier 1811), Parti, au 1, d'azur à la bande componée d'or et de gueules, chargée de deux étoiles d'or sur le gueules et accompagnée en chef d'une étoile du même; au 2, de sable à l'épée haute en pal d'or, tortillée d'un serpent d'argent; bordure cousue de gueules du tiers de l'écu, chargée du signe des chevaliers légionnaires, posé au deuxième point en chef. |
|           | Louis Bruyère (19 mai 1758 - Lyon ✝ 31 décembre 1831 - Paris), Ingénieur des ponts et chaussées, Légionnaire 1809, maître des requêtes au Conseil d'État (13 janvier 1811), officier de la Légion d'honneur 2 août 1814, inspecteur général des ponts et chaussées (1816), De sinople à la barre cousue du tiers de l'écu de gueules au signe des chevaliers légionnaires, accompagné en chef d'une équerre d'or, et en pointe d'un lévrier assis contourné d'argent. |

### C
| Armoiries | Nom du chevalier et blasonnement |
| --------- | --- |
|           | Pierre de Cabrol de Mouté (27 août 1769 - Nîmes ✝ 16 juillet 1819 - Montpellier), aide de camp du général Charles Étienne Gudin de La Sablonnière, chevalier de Cabrol de Mouté et de l'Empire (15 août 1809, lettres patentes du 16 décembre 1810), Légionnaire (25 prairial an XII), Coupé d'or et de sinople : l'or à la cuirasse de sable ; le sinople à la barrière soutenue d'argent : bordure du tiers de l'écu de gueules au signe des chevaliers légionnaires posé au premier point en chef. |
|           | René Hippolyte Jean Cadet de Fontenay, colonel du 6e régiment d'artillerie à cheval, chevalier de l'Empire (lettres patentes du 18 juillet 1811, chevalier de la Légion d'honneur, D'argent à un chevron de gueules chargé du signe des chevaliers légionnaires accompagné en chef de deux têtes de cheval de sable, bridées de gueules, soutenues l'une et l'autre d'un obus éclatant de sable enflammé de gueules et en pointe d'une épée haute en pal de gueules. |
|           | Charles Ambroise de Caffarelli du Falga (15 janvier 1758 - Falga ✝ 6 novembre 1826 - Falga), chanoine avant la Révolution, Préfet de l'Ardèche (1800-1801), préfet du Calvados (1801-1810), préfet de l'Aube (1810-1814), chevalier de Caffarelli et de l'Empire (1808), baron de Caffarelli et de l'Empire (1809) - Armes de la Famille de Caffarelli : Parti: au 1, d'azur, au lion d'or ; au 2, coupé : a. taillé d'or sur gueules ; b. tranché d'or sur gueules. Au chef de l'écu d'or, brochant sur le parti et chargé d'une aigle de sable, couronnée d'or. - Armes de chevalier de l'Empire : - Parti : au 1, taillé d'argent et de gueules ; au 2, d'argent, au lion de sable lampassé de gueules, à la bordure de gueules, chargée de l'insigne des chevaliers légionnaires. ou, - Parti : au 1, d'argent, au lion de sable ; au 2, coupé d'un taillé d'argent sur gueules, sur un tranché d'argent sur gueules ; à la champagne du même, chargée de l'insigne des chevaliers légionnaires.                                          |
|           | Charles-Ambroise Caffarelli (1758-1826), préfet de l'Ardèche (1800-1801), préfet du Calvados (1801-1810), préfet de l'Aube (1810–1814), chevalier de l'Empire (à la suite du décret du 25 prairial an XII le nommant membre de la Légion d'honneur, lettres patentes signées à Burgos le 27 novembre 1808)), baron (décret du 15 août 1809, lettres patentes signées à Paris le 31 décembre 1809)), Parti, le premier d'argent au lion grimpant de sable lampassé de gueules ; le deuxième coupé ; le premier du coupé : taillé d'argent et de gueules, le deuxième tranché d'argent et de gueules ; le tout soutenu d'une champagne de gueules du tiers de l'écu au signe des chevaliers., Alias (selon Rietstap)Parti: au 1, taillé d'argent et de gueules; au 2, d'argent, au lion de sable lampassé de gueules, à la bordure de gueules, chargée du signe des légionnaires. |
|           | Louis Caillemer (8 décembre 1764 - Carentan ✝ 5 septembre 1827 - Saint-Lô), Chef d'escadron (5 septembre 1806), Major en second (8 février 1813), Adjudant-commandant (8 août 1813), Adjudant-général (juin 1815), chevalier de l'Empire avec majorat héréditaire en Westphalie (lettres patentes du 10 avril 1811), officier de la Légion d'honneur (11 décembre 1809), D'azur au cheval galopant d'argent surmonté d'un globe du même ; sommé à senestre d'un fer de lance d'argent, soutenu d'une champagne de gueules chargée du signe des chevaliers légionnaires. |
|           | Jean-Jacques Camus (né à Artigues (Var) le 30 novembre 1772), chef de bataillon au 28e de ligne, fut créé chevalier de l'Empire (lettres patentes du 9 septembre 1810), chevalier de la Légion d'honneur, D'azur à un chevron de gueules chargé du signe des chevaliers légionnaires, accompagné en chef de deux lévriers affrontés contre-rampants d'argent, colletés d'or, et en pointe d'une grenade allumée d'argent. |
|           | Hippolyte Cartier (né à Arles en 1770), chef de bataillon au 7e léger, plus tard colonel, chevalier de l'Empire (avec majorat, le 12 novembre 1809, avec une dotation de 2 000 francs, le 27 janvier 1810), De gueules chapées d'argent, les gueules chargées du signe des chevaliers légionnaires, l'argent de deux grenades de sable, rangées en fasce, enflammées de gueules, surmontées d'un comble d'azur à l'épée posée en fasce d'or, la pointe à dextre. |
|           | Célestin-Joseph Castille (de Douai), officier d'artillerie, officier d'ordonnance de Napoléon Ier adjudant-commandant (1804), inspecteur général du train d'artillerie, chevalier de l'Empire (4 juin 1810), Parti, au 1 d'argent à deux bananiers de sinople, terrassés du même; au 2 d'azur à une tour d'argent ajourée de quatre embrasures de sable, et accompagnée en pointe et à dextre d'une pile de boulets aussi d'argent, et à senestre d'un mortier du même, à la champagne de gueules soutenant la partition, chargée d'une étoile d'argent (ou du signe des chevaliers légionnaires). |
|           | Georges-Antoine Chabot de l'Allier (13 avril 1758, à Montluçon ✝ 18 avril 1819, à Paris), Tribun après le 18 brumaire, inspecteur des Écoles de droit de Poitiers et de Toulouse, député au Corps législatif, inspecteur général des études sous la Restauration. Chevalier de l'Empire. Tiercé en fasce, au 1, de sable au soleil rayonnant d'or surmontant une tour naissante crénelée de quatre pièces du même; au 2, de gueules, chargé du signe des chevaliers légionnaires ; au 3, d'azur à trois chabots nageant en fasce d'argent 2 et 1. Armes parlantes (Les Chabots). |
|           | Antoine Didier Jean-Baptiste Challan (19 décembre 1754 - Meulan ✝ 31 mars 1831 - Paris), procureur-syndic du roi au bailliage de Meulan, procureur-syndic du département de Seine-et-Oise (1790), Président du tribunal criminel de Seine-et-Oise, Député de Seine-et-Oise au Conseil des Cinq-Cents (27 germinal an VI), Membre du Tribunat (4 nivôse an VIII), Député de Seine-et-Oise au Corps législatif (17 février 1807), Député de Seine-et-Oise à la Chambre (1814-1816), chevalier de l'Empire (20 avril 1808), Récipiendaire de lettres de noblesse (19 novembre 1814), officier de la Légion d'honneur (19 octobre 1814), Tiercé en fasce : au 1, d'azur, à un drapeau d'or, en barre; au 2, de gueules à l'insigne des chevaliers légionnaires ; au 3, de sable, à un livre fermé d'argent, la tranche en bas, et un compas d'or, ouvert en chevron et brochant sur le livre. |
|           | Jean-François Champagne (1751 - Semur-en-Auxois ✝ 1813), élève du Lycée Louis-le-Grand, diplômé d'une maîtrise ès arts (1774), professeur de seconde au Lycée Louis-le-Grand (1778), Proviseur du Lycée impérial, membre de l'Institut de France, secrétaire perpétuel de l'Académie des sciences morales et politiques (an VIII-an IX), chevalier de la Légion d'honneur (1804), chevalier de l'Empire (19 mars 1809), D'or, à la plume et à la palme au naturel, croisées en sautoir, chargées d'un rouleau formé de manuscrits antiques de sable, surmontées d'un œil au naturel. Bordure de gueules du tiers de l'écu au signe des chevaliers légionnaires, posé en chef au deuxième point. |
|           | Joseph-Nicolas de Champeaux (24 juin 1763 - La Chaume (Côte-d'Or) ✝ 21 juin 1815 - Montigny (Seine-et-Oise)), Député du clergé du bailliage de Montfort-l'Amaury aux États-Généraux (28 mars 1789), Député à l'Assemblée constituante de 1789, Conseiller et inspecteur général de l'Université impériale (Premier Empire et Cent-Jours) et royale de France (Première Restauration), chevalier de l'Empire (28 octobre 1811), chevalier de la Légion d'honneur, D'or, à la bande de sable chargée de trois besants du champ et accompagnée de deux croix patées de gueules. (Armes anciennes de la famille) Le tout sénestré d'un pal de gueules du tiers de l'écu chargé du signe des chevaliers légionnaires. |
|           | Hyacinthe Adrien Joseph Chapuis (2 mars 1764 - Carpentras (Vaucluse) ✝ 28 novembre 1817 - Paris), administrateur à Carpentras, Député de Vaucluse (au Conseil des Cinq-Cents (28 vendémiaire an IV), au Corps législatif (6 germinal an XI, confirmé le 8 mai 1811), à la Chambre des Cent-Jours (13 mai 1815)), secrétaire général de la préfecture des Bouches-du-Rhône (5 frimaire an X), chevalier de l'Empire (28 janvier 1809), chevalier de la Légion d'honneur (4 frimaire an XII), D'azur à un chevron de gueules chargé du signe des chevaliers légionnaires, accompagné en chef de deux étoiles d'or et en pointe d'une foi d'argent. |
|           | Louis Claude du Chastel (2 mars 1772 - Saumur (Maine-et-Loire) ✝ 11 octobre 1850 - Charonne (Paris XXe depuis 1859), Colonel, maréchal de camp, chevalier de Lamartinière et de l'Empire, grand officier de la Légion d'honneur, Chevalier de Saint-Louis, - Armes des Chastel de La Martinière : D'argent à deux tours d'azur, accompagnées en chef d'un étoile de sable et en pointe d'un léopard de gueules. - Armes de chevalier de l'Empire : D'argent à un chevron de gueules chargé de l'insigne des Chevaliers Légionnaires ; accompagné en chef de deux mollettes de sinople et en pointe d'un dextrochère au naturel rebrassé de sinople tenant une épée haute de gueules. |
|           | Didier Auguste Chifoliau, médecin principal des armées, chevalier de l'Empire (5 janvier 1810), D'azur, au pal d'or chargé d'un bâton de sable accolé d'un serpent du même ; champagne de gueules du tiers de l'écu chargée du signe des chevaliers légionnaires. |
|           | Charles Cochon de Lapparent (24 janvier 1750 - Champdeniers ✝ 17 juillet 1825 - Poitiers), préfet de la Vienne (1800-1805) puis préfet des Deux-Nèthes (1805-1809), sénateur (29 mars 1809), chevalier Cochon de Lapparent et de l'Empire (lettres patentes du 10 septembre 1808, Saint-Cloud), comte Cochon de l'Apparent et de l'Empire (lettres patentes du 28 mai 1809, Ebersdorf), officier de la Légion d'honneur (30 juin 1811), D'or, au chevron de gueules du tiers de l'écu, chargé du signe des chevaliers accompagné de trois têtes de sanglier de sable. Armes parlantes (sanglier⇒cochon). |
|           | Hercule Corbineau (10 avril 1780 - Marchiennes ✝ 5 avril 1823 - Châlons-sur-Marne), chef d'escadron (6 février 1807), Major-colonel des chasseurs à cheval de la Garde impériale (13 juin 1809), chevalier Corbineau et de l'Empire (lettres patentes du 20 août 1808), baron Corbineau et de l'Empire (décret du 13 août 1809, lettres patentes du 9 mars 1810 (Paris)), officier de la Légion d'honneur (17 novembre 1808), - Armes de chevalier de l'Empire : D'azur, à la fasce de gueules au signe des chevaliers, accompagnée en chef d'un dextrochère armé d'une massue le tout d'or et en pointe d'un serpent se mordant la queue en cercle d'argent, traversé en sautoir de deux épées hautes d'or., - Armes de baron de l'Empire : D'azur, à la fasce de gueules au signe des chevaliers, accompagnée en chef d'un dextrochère armé d'une massue le tout d'or et en pointe d'un serpent se mordant la queue en cercle d'argent, traversé en sautoir de deux épées hautes d'or ; au franc quartier des barons tirés de notre armée., |
|           | Alexandre Henri Simon Cornu de La Fontaine (né le 30 septembre 1765 à Paris), payeur général des dépenses diverses, chevalier de l'Empire (lettres patentes du 2 juillet 1808), chevalier de la Légion d'honneur, Tiercé en fasce : au 1, d'azur, à un œil d'argent, rayonnant du même ; au 2, de gueules à l'insigne des chevaliers légionnaires ; au 3, de sable, à cinq besants, 3 et 2, les trois premiers d'argent et les deux autres d'or. Armes parlantes (« Cornu » est proche de « cornet »). |
|           | François Benoît Cornut de La Fontaine de Coincy (3 octobre 1745 - Saint-Denis ✝ 23 mai 1831 - Paris), notable, chevalier de l'Empire (lettres patentes du 15 juillet 1810) (Ou du 24 août 1811 ?), caissier général du trésor royal, chevalier de la Légion d'honneur, D'azur à trois cornets d'or 2 et 1, à la bordure de gueules chargée du signe des chevaliers légionnaires. Armes parlantes (« Cornut » est proche de « cornet »). |
|           | Bon-Baudoin de Crépy (17 août 1773 - Longwy ✝ 2 juillet 1813 - Bataille de Lützen), capitaine aux chasseurs à pied de la Garde impériale, chevalier de l'Empire (lettres patentes du 27 décembre 1811), donataire (1 000 francs sur le Mont-de-Milan, 12 février 1808), Tiercé en bande : au I de sinople à une épée haute en pal d'or ; au 2 de gueules au signe des chevaliers légionnaires ; au 3 d'azur au lévrier assis d'or colleté de gueules. |
|           | Pierre Crouzet (1753 ✝ 1811), ancien professeur de l'université de Paris, Directeur des études au Prytanée militaire, correspondant de l'Institut de France, chevalier de l'Empire (21 septembre 1808), chevalier de la Légion d'honneur, Tiercé en fasce, de sinople, de gueules et d'or ; le sinople, à la fleur de pensée au naturel ; le gueules; au signe des chevaliers légionnaires ; l'or, à la palme de sinople et à la palme de sable, croisées en sautoir. |
|           | Georges Jean Léopold Nicolas Frédéric Dagobert Cuvier (25 août 1769 - Montbéliard ✝ 9 mai 1832 - Paris), naturaliste, professeur au Collège de France, membre et secrétaire de première classe de l'Institut de France, conseiller de l'Université, puis inspecteur général, maître des requêtes au Conseil d'État, pair de France, chevalier de l'Empire (23 octobre 1811), baron sous la Restauration, - Armes sous le Premier Empire : D'azur, au chevron d'or, accompagné de trois têtes de pigeon arrachées d'argent, 2 en chef, 1 en pointe. Fasce de gueules chargée du signe des chevaliers légionnaires, brochant sur le tout. - Armes sous la Restauration : D'azur, au chevron d'or, accompagné de trois têtes de pigeon arrachées d'argent, 2 en chef, 1 en pointe. |

### D
| Armoiries | Nom du chevalier et blasonnement |
| --------- | --- |
|           | Bon-Joseph Dacier (1er avril 1742, à Valognes ✝ 4 février 1833, à Paris), Membre de l'Institut de France, secrétaire perpétuel de la classe d'histoire et de littérature ancienne, administrateur de la Bibliothèque impériale, chevalier de l'Empire (16 décembre 1813, puis baron (29 mai 1830), D'azur, à la barre cousue de gueules du tiers de l'écu, chargé du signe des chevaliers posé au 3e point en chef, accompagnée en chef à dextre d'un Y ou pairle d'or et en pointe de trois delta, 1, 2, d'argent., |
|           | Nicolas Dalayrac (8 juin 1753, à Muret ✝ 27 novembre 1809, à Paris), Compositeur, membre de la Légion d’honneur à la suite du décret du 28 messidor an XII (17 juillet 1804), chevalier de l'Empire par lettres patentes du 3 mai 1809 signées à Ebersberg. - Armes de chevalier de l'Empire : Tranché de gueules et d'azur à la bande d'or, soutenue d'une champagne de gueules du tiers de l'écu au signe des chevaliers. |
|           | Jean Baptiste Damelincourt ou d'Hamelincourt chirurgien-major au 33e de ligne, chevalier de l'Empire (24 août 1811), D'azur, au coq hardi d'or, surmonté de deux étoiles en fasce d'argent; champagne cousue de gueules du tiers de l'écu, chargée du signe des chevaliers légionnaires. |
|           | François-Isidore Darquier (5 juin 1770 - Beaumont-de-Lomagne ✝ 12 décembre 1812 - Vitoria-Gasteiz), lieutenant-colonel aux grenadiers à pied de la Garde impériale, colonel-major (5 février 1809), chevalier Darquier et de l'Empire (lettres patentes du 20 août 1808), baron Darquier et de l'Empire (décret du 15 mars 1810, lettres patentes du 11 juin 1810 (Saint-Cloud)), officier de la Légion d'honneur (14 mars 1806), chevalier de l'ordre de la Couronne de Fer (1810), - Armes de chevalier de l'Empire : D'argent, à la bande de gueules au signe des chevaliers, accompagnée en chef d'un casque grillé de sable, taré de profil, accosté de deux étoiles d'azur, et en pointe d'un lion léopardé de gueules, regardant, passant sur une terrasse de sinople et tenant de sa patte levée cinq piques de sable, posées sur son épaule. - Armes de baron de l'Empire : Coupé, au premier parti à dextre d'argent au casque taré de fasce de sable, surmonté de deux étoiles d'azur ; à sénestre des barons tirés de l'armée ; au deuxième d'azur au lion léopardé la tête contournée d'or, portant un faisceau de lance d'argent, posées en barre. |
|           | Guillaume Louis Darthenay (Tribehou (Normandie), 12 octobre 1750 – Meslay (Calvados), 18 novembre 1834), député du Calvados au Corps législatif, membre du collège électoral du Calvados, chevalier Darthenay et de l'Empire (à la suite du décret du 25 janvier 1810 le nommant membre de la Légion d'honneur, lettres patentes du 26 avril 1810 signées à Compiègne), baron Darthenay et de l'Empire (décret du 28 avril 1810, lettres patentes du 23 mai 1810 signées à Lille), Coupé au premier d'or au dextrochère brassardé de sable, mouvant du canton senestre en chef tenant une flèche du même posée en bande ; au deuxième de pourpre au comble d'argent : bordure de gueules du tiers de l'écu au signe des chevaliers posé en pointe. |
|           | Jacques Louis David (30 août 1748 - Paris ✝ 29 décembre 1825 - Bruxelles), peintre, Membre, puis président de la Convention nationale, membre de l'Institut de France, premier peintre de l'Empereur, exilé en 1815, chevalier de l'Empire (1808), D'or à la palette de peintre de sable chargée de deux bras de carnation mouvant à dextre d'un manteau de gueules, la main dextre apaumée, la sénestre tenant trois sabres de fer poli ; le tout soutenu d'une champagne de gueules au signe des chevalier., Armes parlantes (Ces armes rappellent le fameux tableau Le Serment des Horaces, peint par David.). |
|           | Louis-Victor Decaux (23 mai 1775 - Douai ✝ 6 juin 1845 - Saint-Germain-en-Laye), chef de bataillon (1er août 1799), chef de division du ministère de la Guerre (1807), colonel (7 mars 1810), général de brigade (1811), lieutenant-général (30 juillet 1823), chevalier de Blacquetot et de l'Empire (lettres patentes du 2 juillet 1808 avec dotation de 500 francs sur le Monte Napoleone le 8 septembre 1808), baron de Blacquetot et de l'Empire (décret du 29 décembre avec dotation de 4 000 francs, lettres patentes du 11 novembre 1813), vicomte (17 février 1817, lettres patentes du 31 janvier 1818), grand-croix de la Légion d'honneur (30 mai 1837), grand-croix de Saint-Louis (8 août 1829), grand-croix de l'Ordre de Charles III, grand-croix de l'Ordre de Saint-Ferdinand d'Espagne, grand-croix de l'Ordre d'Isabelle-la-Catholique, Commandeur de l'Ordre impérial de Léopold, Commandeur de l'Ordre royal des Guelfes, Commandeur de l’Ordre de Saint-Henri de Saxe, Chevalier de 1re classe de l'Ordre de Sainte-Anne de Russie, Pair de France (11 octobre 1832), - Armes du chevalier de Blacquetot et de l'Empire : Parti de gueules et de sable, le gueules au chevron d'or accompagné en chef de deux étoiles et en pointe d'une rose, le tout d'argent; le sable chargé de deux alérions, posés en fasce d'argent; à la champagne de gueules brochante chargée au signe des chevaliers légionnaires. - Armes du baron de Blacquetot et de l'Empire : Parti de gueules et de sable, de gueules au chevron d'or accompagné en chef de deux étoiles et en pointe d'une rose, le tout d'argent; le sable chargé de deux alérions, posés en fasce d'argent; au franc-quartier des barons militaires. |
|           | Gaspard Gilbert Delamalle (1752 - Paris ✝ 1834), Bâtonnier des avocats de Paris, conseiller titulaire de l'Université, Auditeur au Conseil d'État, préfet des Pyrénées-Orientales (1813), commandeur de la Légion d'honneur, chevalier de l'Empire (25 juin 1811), Donataire, Conseiller d'État au Conseil du Roi (4 juillet 1814), conseiller au conseil royal de l'Instruction publique (17 février 1815), conseiller titulaire de l'Université impériale (31 mars 1815), anobli par lettres en 1821, vicomte (1830) Parti, au 1, de sable à deux palmes d'or nouées d'une branche d'olivier du même; au 2, d'azur, au soleil d'or, cantonné à dextre en pointe, dissipant un nuage de sable cantonné en chef à sénestre. Champagne de gueules du tiers de l'écu chargé du signe des chevaliers légionnaires, brochant sur le parti,. |
|           | Jean-Baptiste Joseph Delambre (19 septembre 1749 - Amiens ✝ 19 août 1822 - Paris), astronome, mathématicien, géodésien, associé géomètre de l'Académie des sciences (1792), puis secrétaire pour les sciences mathématiques (1800), inspecteur général des études (1802), chaire d'astronomie du Collège de France (1807), membre du conseil de l'Université (1808-1815), directeur de l'observatoire de Paris (1804-1822), chevalier de l'Empire (10 septembre 1808), baron de l'Empire (24 août 1811), officier de la Légion d'honneur (1821), - Armes de chevalier de l'Empire : De sable, à la fasce cousue de gueules chargée de l'insigne des chevaliers légionnaires, semé en chef d'étoiles d'argent parmi lesquelles deux plus grandes, l'une à dextre au premier point, l'autre à sénestre vers l'angle inférieur; en pointe, un globe terrestre d'or et d'argent ceint d'un méridien de sable. |
|           | Jean-Baptiste Delécluse, alias de Lécluse (29 Mars 1751 - Audierne - 9 Février 1837), député. Devenu avocat, il est président du tribunal de district puis juge de paix. Il est nommé président du tribunal civil de Quimper en 1800, puis député du Finistère de 1805 à 1810. Il devient ensuite substitut du procureur général à Rennes en 1811, puis président de la cour prévôtale du Finistère en 1816-1818. Chevalier de l'Empire par lettres patentes du 24 février 1809. - Armes d'Ancien Régime: d'argent au chevron de sable accompagné en chef de deux dauphins de sinople et d'une pomme d'une pin de même en pointe. - Armes de chevalier de l'Empire : D'or, au chevron brisé de sable accompagné en chef de deux molettes d'éperon et en pointe d'une pomme de pin, le tout de sable ; à la champagne de gueules au signe des chevaliers. Livrées : les couleurs de l'écu. |
|           | Dominique Vivant Denon (4 janvier 1747 - Givry (Saône-et-Loire) ✝ 28 avril 1825 - quai Voltaire, Paris), graveur, écrivain, diplomate et administrateur français, collectionneur et réorganisateur du musée du Louvre, secrétaire d’ambassade à Saint-Pétersbourg, puis en Suède, puis en Suisse (1775), secrétaire d'ambassade (1782) puis chargé d'affaires à Naples, membre de l'Académie royale de peinture et de sculpture (1787), membre de l'Institut d'Égypte (20 août 1798), Membre de l'Institut de France (Académie des beaux-arts, 28 janvier 1803), Gentilhomme ordinaire de la Chambre du Roi (1768), Directeur général de la Monnaie et des musées impériaux, baron Denon et de l'Empire (1813), - Armes des Denon sous l'Ancien Régime : Coupé : au 1, d'argent, à un balancier de sable ; au 2, d'or, à un cerf passant de gueules et un chef d'azur, chargé de trois étoiles d'argent. - Armes de chevalier de l'Empire : Tiercé en fasce d'argent, de gueules et d'or ; l'argent au balancier monétaire de sable ; le gueules à l'insigne des chevaliers légionnaires ; l'or, au cerf passant de gueules, en chef, d'azur, chargé de trois étoiles d'argent, qui sont les armes anciennes. |
|           | Pierre Dereix (26 avril 1769, à Aigre (Charente) - 10 septembre 1854, à Saint-Malo), engagé dans la Compagnie des Volontaires du Canton d'Aigre (14 août 1792), dont il est élu capitaine, chef de bataillon au 22e régiment d'infanterie de ligne (10 août 1805), Lieutenant-colonel au 225e de Ligne (16 janvier 1813), fait [colonel] sur le champ de bataille, à Goldberg (29 août 1813), commandant provisoire de Brest (19 mai 1815), chevalier de la Légion d'honneur (15 juin 1804), chevalier de Saint-Louis (15 août 1814), chevalier de l'Empire (1810, avec dotation, confirmé en 1818), Tiercé en bande, au I d'azur à une grenade d'argent enflammée d'or ; au II de gueules à l'insigne des chevaliers légionnaires ; au III de sable au dextrochère d'argent tenant une épée du même. |
|           | Jean Deval de Guymont (7 mai 1756 - Pontaumur (Puy-de-Dôme) ✝ 9 novembre 1833 - Riom), Juge au tribunal du district de Riom (1790), Commissaire et accusateur public près le tribunal criminel de Riom (an II), Député du Puy-de-Dôme au Corps législatif (9 thermidor an XI (28 juillet 1801) - 1809), Procureur général près la Cour de justice criminelle du Puy-de-Dôme (1809-1811), Président de chambre à la Cour impériale de Riom (17 avril 1811 - 1833), baron de Saunade, chevalier de l'Empire (30 novembre 1811), chevalier de la Légion d'honneur (an XII), - Armes de la famille de Val ou Deval, barons de Saunade, seigneurs de Combrailles, de Vedières, de Viailles, de Guymont et autres lieux : Parti : au I, d'argent à la branche de fougère de sinople ; au II, d'azur à trois besants d'or. Couronne : de baron. Support : deux sauvages. Devise :Pro regis et patria. ; - Armes de chevalier de l'Empire : D'or à la bande de gueules chargée de l'insigne des chevaliers légionnaires, accompagnée en chef d'une grue de sable et en pointe d'un mont du même sommé et chargé d'un gui du même. Armes parlantes. (« Rébus » : gui et mont⇔Guymont) |
|           | Jacques François Laurent Devisme (10 août 1749, à Laon ✝ 2 février 1830, à Laon), député du Tiers-états aux États généraux de 1789, Président du Corps législatif (an X), Membre de la chambre des représentants (Cent-Jours), Légionnaire (5 frimaire an XII), chevalier de l'Empire (24 février 1809), Parti, le premier d'azur au chevron de gueules accompagné en chef de deux étoiles et en pointe d'un croissant montant le tout d'or ; le deuxième d'azur à la fasce d'or sommée d'une pyramide de gueules maçonnée de sable, accostée de deux étoiles d'or et accompagnée en pointe d'un mouton passant d'argent, tenant une bannière de même sur le pennon de laquelle est une croix de sable ; champagne de gueules au signe des chevaliers. |
|           | François-Gabriel Dornier (10 janvier 1772 - Rueil-Malmaison ✝ 23 janvier 1844 - Maisons-Alfort), major au 19e régiment de chasseurs à cheval (1810), colonel au 29e régiment de chasseurs à cheval (1813), chevalier de l'Empire (1810), chevalier de Saint-Louis (1825), baron (25 mars 1830), D'argent à l'épée en pal la pointe basse accompagnée de trois molettes le tout de sable ; fasce de gueules du tiers de l'écu au signe des chevaliers., |
|           | Étienne Thérèse Amarante Duboys Fresney (18 août 1758 - Rennes ✝ 27 septembre 1864), colonel du génie, chevalier de l'Empire (1810), chevalier de Saint-Louis (1817), D'or à la muraille crénelée de 4 pièces d'azur, accompagnée en chef d'un casque de sable, taré de face, et en pointe d'une épée haute entre 2 bombes aussi de sable et une bordure de gueules chargée en pointe d'une croix de légionnaire d'argent. |
|           | Dupin, colonel, chevalier de l'Empire, D'azur, à un coq hardi d'or, accompagné d'une étoile d'argent, posée au canton dextre du chef, soutenu d'une champagne de gueules chargée de l'insigne des chevaliers légionnaires. |
|           | Jacques-Romain Dupré (22 novembre 1771, à Loriol-sur-Drôme ✝ 2 juillet 1864), lieutenant au 2e régiment d'infanterie légère, retraité capitaine, chevalier de la Légion d'honneur (26 prairial an XII), chevalier de l'Empire, Tiercé en fasce ; au I, d'azur au lion rampant, adextré d'une tour, senestré d'une épée d'or ; au II, de gueules au signe des chevaliers légionnaires ; au III, d'or au coq de sable, crété, barbé de gueules, soutenu d'un pré de sinople. |

### E
| Armoiries | Nom du chevalier et blasonnement |
| --------- | --- |
|           | Gaspard Eberlé (11 juin 1764 - Schelestadt ✝ 16 février 1837 - Nice), Général de brigade, chevalier de l'Empire (Lettres patentes du 1er janvier 1813), D'azur à un chevron de gueules chargé de l'insigne des chevaliers légionnaires, soutenu d'une main d'argent tenant un sabre haut d'or, au chef d'or chargé de deux étoiles d'azur. |
|           | Jean-Georges Edighoffen (Colmar, 19 septembre 1759 - Colmar, 10 mars 1813), général de brigade en retraite, chevalier de l'Empire (à la suite du décret du 4 nivôse an XIV le nommant commandant de la Légion d'honneur, lettres patentes signées le 15 juillet 1810 à Rambouillet), De sable à l'épée en bande d'or cotoyée de deux cotices du même, bordure de gueules du tiers de l'écu au signe des chevaliers posé au deuxième point en chef. |

### F
| Armoiries | Nom du chevalier et blasonnement |
| --------- | --- |
|           | Giovanni Fabbroni (° 13 février 1752 - Florence † 17 décembre 1822 - Pise), député de l'Arno au Corps législatif, chevalier Fabbroni et de l'Empire (à la suite du décret du 25 janvier 1810 le nommant membre de la Légion d'honneur, lettres patentes de 25 mars 1810, Compiègne), Parti au premier d'azur à la bande d'argent chargée de trois marteaux du champ, sénestrée au chef d'un globe d'argent chargé d'un sautoir de gueules ; au deuxième d'azur à la fasce d'or, accompagnée de trois roues du même : champagne de gueules du tiers de l'écu, au signe des chevaliers. |
|           | Marie-Félix Faulcon de La Parisière, député, Président du Corps Législatif (chevalier de l'Empire par lettres patentes du 21 décembre 1808). D'argent au faucon longé et perché de sable, becqué et membré de gueules, allumé du champ, soutenu de deux palmes en sautoir de sinople, à la champagne du tiers de l'écu de gueules au signe des chevaliers. - Livrées : blanc, rouge, et noir. |
|           | Alexandre de Fauris de Saint-Vincens (1er septembre 1750 - Aix-en-Provence ✝ 15 novembre 1819 - Aix-en-Provence), Président à mortier au parlement de Provence (charge de son père, 11 juillet 1782 - 1789), Maire d'Aix-en-Provence (13 août 1808 - 20 novembre 1809), Député des Bouches-du-Rhône au Corps législatif (2 mai 1809), Président de chambre à la cour impériale puis royale d'Aix (1er juin 1811 (confirmé le 29 février 1816) - 1819), Député des Bouches-du-Rhône à la Chambre des députés (1814), chevalier de l'Empire (30 septembre 1811), officier de la Légion d'honneur, - Armes des Fauris de Saint-Vincens : Écartelé : aux I et IV, d'argent à la guivre (ou couleuvre) de sinople ; aux II et III, d'azur à la colombe d'argent., ; - Armes de chevalier de l'Empire : Parti d'argent à la guivre (ou couleuvre) de sinople, et d'azur à la colombe d'argent ; à la champagne de gueules chargée du signe des chevaliers légionnaires brochant sur le parti. |
|           | Pierre-François-Placide Fouque (de Moustiers-Sainte-Marie), chef de bataillon, aide de camp, chevalier de l'Empire (avec majorat le 15 octobre 1809), D'azur, au renard passant d'argent ; à la champagne de gueules chargée du signe des chevaliers légionnaires. |
|           | Henri de Fulque (originaire de Valensole), général de brigade (1790), comte d'Oraison, chevalier d'Oraison et de l'Empire (21 septembre 1808), - Armes de la famille Fulque d'Oraison : De gueules, à un faucon essorant d'argent sur une colonne de même ; au chef cousu d'azur chargé de trois étoiles d'or., - Armes du chevalier d'Oraison et de l'Empire : D'azur, à la tour d'argent maçonnée de sable, surmontée d'une colombe essorante contournée d'argent et de trois étoiles d'or rangées en pal; le tout senestré d'un tiers de gueules chargé du signe des chevaliers légionnaires. |

### G
| Armoiries | Nom du chevalier et blasonnement |
| --------- | --- |
|           | Antoine-Laurent-Marie Garavaque (10 août 1778 - Marseille ✝ 19 août 1836), major au 10e dragons, colonel au 14e hussards (1813), puis au 8e Cuirs (1815), chevalier de l'Empire (2 septembre 1810), Coupé : au I de sinople à la colombe essorante d'argent, tenant dans son bec un rameau d'olivier d'or ; au II d'azur au lion assis d'or;à la bordure de gueules chargée du signe des chevaliers légionnaires. |
|           | Antoine-Nicolas Gayant (né le 6 décembre 1756), Inspecteur divisionnaire des Ponts et Chaussées, chargé de l'exécution du canal de Saint-Quentin (1810), chevalier de l'Empire (25 mars 1810), D'argent au monument de sable ouvert d'une arche du champ; figurant l'entrée d'un canal souterrain (canal de Saint-Quentin), à la rivière d'azur passant sous l'arche, soutenant un navire d'or. Le tout soutenu d'une champagne de gueules du tiers de l'écu au signe des chevaliers. |
|           | Étienne Geoffroy Saint-Hilaire (1772 - Étampes ✝ 1844), zoologiste et naturaliste français, Membre de l'Institut d'Égypte, organisateur du Muséum de Paris, chevalier Geoffroy Saint-Hilaire et de l'Empire (à la suite du décret du 26 frimaire an XII le nommant membre de la Légion d'honneur, lettres patentes du 26 octobre 1808, Paris), officier de la Légion d'honneur (29 avril 1838). Tiercé en bande d'or, de gueules et d'argent ; l'or à la pyramide de sable, le gueules au signe des chevaliers ; l'argent au crocodile d'azur., |
|           | Louis-Anne-Marie Gouré, dit de Villemonté (5 décembre 1768 - Tonnerre (Yonne) ✝ 3 mai 1813 - Lützen (Saxe)), général de brigade, officier de la Légion d'honneur (décret impérial du 15 Germinal an XIII : 14 juin 1804), chevalier de l'ordre de Maximilien Joseph de Bavière (décret impérial du 26 avril 1808), chevalier de l'Empire, D’or à l’épée de gueules en bande, accompagnée en chef et en pointe d’une tête de cheval de sable, allumée et lampassée de gueules, à la bordure de gueules, chargée du signe des chevaliers légionnaires. |
|           | Balthazard Grandjean (26 janvier 1760 ✝ 3 décembre 1824), général de brigade (1803), commandant de la Légion d'honneur (1804), chevalier des Grands-Chenets et de l'Empire (1810), D'azur, à deux étoiles d'or, posées en bande, à la bordure de gueules, chargée du signe des légionnaires. |
|           | André Ernest Modeste Grétry (1741 ✝ 1813), compositeur liégeois, chevalier légionnaire, D'argent à un pal de gueules, chargé de l'insigne des chevaliers légionnaires, addextré d'une lyre cousue d'or et cordée de sable, et sénestré d'un fer de moline de sable. * Il y a là non-respect de la règle de contrariété des couleurs : ces armes sont fautives. |
|           | Louis-Bernard Guyton de Morveau, puis Guyton-Morveau (4 janvier 1737, à Dijon (Côte-d'Or) ✝ 2 janvier 1816, à Paris), chimiste français, Procureur général syndic du département de la Côte-d'Or (1790), député à l'Assemblée législative (1791) puis à la Convention nationale, membre du Comité de salut public (6 avril 1793), directeur par intérim de l'École polytechnique (3 mars 1798), correspondant à l'Académie des sciences, membre de l'Institut national des sciences et des arts (20 novembre 1795), chevalier de l'Empire (20 août 1809), baron de l'Empire (23 octobre 1811), D'azur au chevron d'or accompagné en chef de deux heaumes d'argent et en pointe d'un vase fumigatoire du même. Champagne cousue de gueules du tiers de l'écu chargée du signe des chevaliers légionnaires. |

### H
| Armoiries | Nom du chevalier et blasonnement |
| --------- | --- |
|           | Alexandre d'Haubersart (18 octobre 1732 - Douai † 16 août 1823 - Douai), premier président de la cour d'appel de Douai, député au Corps législatif, sénateur (14 avril 1813 : dernier promu), chevalier Dhaubersart et de l'Empire (à la suite du décret du 25 prairial an XII le nommant membre de la Légion d'honneur, lettres patentes du 28 janvier 1809, (Paris)), baron d'Haubersart et de l'Empire (décret du 22 avril 1810, lettres patentes du 17 mai 1810 (Gand), institution de majorat, attaché au titre de baron, accordée par lettres patentes du 25 mars 1813, à Paris), comte d'Haubersart et de l'Empire (lettres patentes du 19 juin 1813 (Saint-Cloud), légionnaire (25 prairial an XII), puis, officier de la Légion d'honneur (31 juillet 1814). Selon ses lettres patentesD'azur, au chevron de gueules chargé du signe des chevaliers accompagné en chef d'une étoile d'or et en pointe d'une balance d'argent. On trouve aussiD'azur au chevron de gueules, chargé du signe des chevaliers légionnaires, et accompagné au chef de deux étoiles d'or, et, en pointe d'une balance d'argent. |
|           | Jean-Antoine Houdon (20 mars 1741, Versailles ✝ 15 juillet 1828, Paris), sculpteur français, membre de l'Institut de France, chevalier de l'Empire (1er avril 1809), D'azur au chevron cousu de gueules du tiers de l'écu, chargé du signe des chevaliers légionnaires, accompagné en chef, à dextre d'un croissant, à sénestre d'un arc et d'une flèche, le tout d'argent; et en pointe d'un vieillard assis dans un fauteuil, le tout aussi d'argent. (Ces armes rappellent la statue de Voltaire assis dans un fauteuil, un des chefs-d'œuvre de Houdon). |
|           | Charles Angélique François Huchet de La Bédoyère (17 avril 1786 - Paris † 19 août 1815 - Paris), capitaine aide de camp, chevalier Huchet de La Bédoyère et de l'Empire (à la suite du décret du 23 juin 1809 le nommant membre de la Légion d'honneur, lettres patentes du 12 novembre 1809, Fontainebleau), légionnaire (23 juin 1809), puis officier de la Légion d'honneur (21 juin 1813), chevalier de l'ordre de la Couronne de fer (11 août 1809), D'azur à la fasce d'or chargée d'une étoile du champ, et accompagnée de trois croissants aussi d'or, deux en chef, un en pointe le tout soutenu d'une champagne de gueules du tiers de l'écu au signe des chevaliers. |
|           | Étienne Hulot de Mazerny (15 février 1774, à Mazerny ✝ 23 septembre 1850, à Nancy), colonel (1808), général de brigade (1812), commandeur de la Légion d'honneur (19 novembre 1813), chevalier de l'Empire (31 janvier 1810), baron de l'Empire (14 juin 1813), Armes de chevalier de l'Empire : D'argent au dextrochère au naturel armé d'azur mouvant du flanc senestre de l'écu, tenant une épée de sable, accompagné de trois chouettes (hulottes) de sable posées de front ; à la bordure de gueules chargée au point du chef de l'insigne des chevaliers légionnaires de l'Empire. |
|           | François Alexandre Hurel (1774- Acon ✝ 1847 - Paris), soldat de l'An II, capitaine, colonel (sous la Restauration), chevalier de l'Empire, baron (sous la Restauration), Tiercé en fasce : au I, d'azur au vol ouvert d'argent chargé d'une épée haute posée en pal et adextré d'une étoile aussi d'argent ; au II, de gueules à l'insigne des chevaliers légionnaires ; au III, d'or à la pyramide de sable soutenue de sinople et senestrée d'un palmier terrassé du même. |

### J
| Armoiries | Nom du chevalier et blasonnement |
| --------- | --- |
|           | Claude François Jannot de Moncey (né en 1752), chevalier de l'Empire, D'azur, à une main d'or, ailée d'argent, tenant une épée du même en pal ; à la champagne de gueules chargée de l'insigne des chevaliers légionnaires. |
|           | Pierre Amédée Jaubert (3 juin 1779 - Aix-en-Provence ✝ 28 janvier 1847 - Paris), orientaliste, traducteur français, membre de la Commission des sciences et des arts, chargé d'affaires à Constantinople, professeur de persan au Collège de France (1838), professeur de turc à l'École des langues orientales (président en 1838), chevalier de l'Empire (lettres patentes du mois de mai 1808), membre de Académie des inscriptions et belles-lettres (1830), pair de France et conseiller d'État (1841), De sinople au chevron d'or accompagné en chef d'un croissant du même, les pointes à dextre; à la fasce de gueules, brochante et chargée du signe des chevaliers légionnaires. |
|           | Jacques Casimir Jouan (4 mars 1767 - Saint-Christophe-du-Foc ✝ 7 mars 1847 - Tréauville), Volontaire en 1791 au 2e bataillon du département de la Manche, Général de brigade puis Maréchal de camp, commandeur de la Légion d'honneur, chevalier de l'Empire, D’or au cheval arrêté de sable, surmonté d’une gerbe de blé de sinople, à la champagne de gueules chargée du signe des chevaliers légionnaires., |
|           | Joseph Paul Maurice de Julien de Montaulieu (né le 22 septembre 1782 à Valréas), capitaine de cavalerie, chevalier de la Légion d'honneur, chevalier de l'Empire (11 juillet 1810), Chevalier de Saint-Louis, - Armes primitives : D'azur, au chevron d'or ; au chef de gueules chargé d'une bande d'argent à une étoile d'or. - Armes de chevalier de l'Empire : D'azur, au chevron, surmonté d'un comble de gueules à la bande d'argent chargée d'une étoile d'azur; à la bordure de gueules chargée du signe des chevaliers légionnaires. |
|           | Jules-Joseph de Julien de Montaulieu (né le 23 mai 1786 à Valréas), enseigne de vaisseau, chevalier de la Légion d'honneur, chevalier de l'Empire (22 novembre 1811) - Armes primitives : D'azur, au chevron d'or ; au chef de gueules chargé d'une bande d'argent à une étoile d'or. - Armes de chevalier de l'Empire : Coupé : au I, de gueules à la bande d'argent chargée d'une étoile du champ ; au II, d'azur au chevron d'or, accompagné en cœur d'une ancre d'argent ; à la bordure de gueules chargée du signe des chevaliers légionnaires. |

### K
| Armoiries | Nom du chevalier et blasonnement |
| --------- | --- |
|           | Jean-Jacques Kessel (1772 ✝ 1847), chef de bataillon aux 4e voltigeurs de la Garde impériale, chevalier de l'Empire (décret impérial du 15 mars 1810 et lettres patentes du 2 avril 1812), officier de la Légion d'honneur le 8 octobre 1812 D'or au lion couché de sable, soutenu de sinople, adextré en chef d'une étoile d'azur ; champagne du tiers de l'écu de gueules au signe des chevaliers légionnaires. |
|           | George Frédéric Kitz (né le 9 août 1776, à Sohrau -Haute-Silésie, Pologne), chirurgien-major au 1er régiment de la Vistule, domicilié dans le département des Ardennes, il fit une demande de naturalisation le 5 décembre 1814, chevalier de l'Empire (9 octobre 1813), Tiercé en pal, d'azur, de gueules et d'argent; l'azur, à la massue d'or accolée d'un serpent d'argent; le gueules, au signe des chevaliers légionnaires; l'argent, à une jambe vêtue d'azur, le pied chaussé d'un soulier à talon rehaussé, de sable, mouvant du flanc senestre, et soutenu de sinople. |

### L
| Armoiries | Nom du chevalier et blasonnement |
| --------- | --- |
|           | Laurent Lafaurie de Montbadon (° 3 août 1757 - Bordeaux † 13 mars 1824 - Bordeaux), maire de Bordeaux (1805-1809), gouverneur du palais impérial de cette ville, sénateur (6 mars 1809), chevalier Lafaurie Monbadon et de l'Empire (à la suite du décret du 28 avril 1806 le nommant membre de la Légion d'honneur, lettres patentes du 22 novembre 1808, Burgos), comte Lafaurie Monbadon et de l'Empire (lettres patentes du 25 mars 1809, Paris, institution de majorat attaché au titre de comte (décret du 6 septembre 1811, lettres patentes du 31 octobre 1811, signées à Amsterdam), grand officier de la Légion d'honneur (19 août 1824), Tiercé en fasce d'or, de gueules & d'azur, l'or aux trois étoiles de sinople posées en fasce ; le gueules au signe des chevaliers ; l'azur au léopard grimpant d'or. |
|           | Louis Joseph Lahure (29 décembre 1767 - Mons (Pays-Bas autrichiens) † 24 octobre 1853 – Château de Wavrechain-sous-Faulx), général de brigade (nommé provisoirement le 21 juillet 1799, confirmé le 19 octobre 1799), député du département de Jemmapes au Corps législatif (22 mars 1802 (6 germinal an X)), lieutenant-général (22 juillet 1818), lieutenant-général titulaire en Belgique (20 mars 1831), chevalier de l'Empire (lettres patentes de l'Empereur du 10 avril 1811), puis baron de l'Empire (22 décembre 1813, avec une dotation qu'il ne toucha jamais, lettres patentes de l'Empereur du 26 février 1814), Officier (4 frimaire an XII, puis Commandant (25 prairial an XII), puis Grand officier de la Légion d'honneur (29 avril 1833), Chevalier (6 août 1814), puis Commandeur de l'Ordre royal et militaire de Saint-Louis, Grand officier de l'Ordre de Léopold (15 juin 1842), - Armes de Chevalier de l'Empire : Parti : Au I, d'azur au sabre au pal d'or surmonté d'une hure de sanglier du même, allumée, lampassée et défendue de gueules ; au II, d'or à la tour crénelée de sable ; le tout soutenu d'une champagne de gueules chargée du signe des chevaliers légionnaires. Armes parlantes. Hure⇔Lahure - Armes de Baron de l'Empire : Parti : Au I, d'azur au sabre au pal d'or surmonté d'une hure de sanglier du même, allumée, lampassée et défendue de gueules ; au II, d'or à la tour crénelée de trois pièces de sable ; au franc-quartier brochant des barons militaires., Armes parlantes. Hure⇔Lahure |
|           | Charles Pierre Marys de Lamer (20 février 1753 - Toulon ✝ 28 novembre 1812 - Passage de la Bérézina), Général de brigade (10 août 1793), Chef d'état-major de l'armée des Pyrénées-Orientales, Général de division (3 nivôse an II : 1796), Commandant provisoire de l'armée des Pyrénées-Orientales (16 septembre - 12 octobre 1795), Député des Pyrénées-Orientales au Corps législatif (18 février 1807), chevalier de la Légion d'honneur (4 germinal an XII), Chevalier de Saint-Louis, chevalier de l'Empire (lettres patentes du 13 août 1811), - Armes des Marys de Lamer : D'azur, à un épi d'or, et une oie passante d'argent, brochant sur l'épi, le tout soutenu d'une terrasse de sinople. - Armes de Charles Pierre de Lamer : D'argent, à un lion d'azur. - Armes de chevalier de l'Empire : D'azur, coupé d'une mer d'azur; à la bordure de gueules, chargée du signe des chevaliers légionnaires. Armes parlantes. (Lamer⇔la mer). |
|           | Jean Baptiste Pascal de Lanefranque, médecin en chef de l'hôpital de Bicêtre, médecin attaché à la maison de l'Empereur, chevalier de l'Empire (16 décembre 1810, titre confirmé en 1866, en faveur de son petit-fils, imprimeur à Bordeaux), De gueules, à trois chevrons d'or, accompagnés en chef de deux têtes de serpent du même. Champagne aussi de gueules, du tiers de l'écu, chargée du signe des chevaliers non légionnaires, qui est un annelet d'argent. |
|           | Gaspard Louis Langeron (1er janvier 1772, à Landau (royaume de Bavière) ✝ 20 février 1858), général de brigade, commandeur de la Légion d'honneur (sous la Restauration), Chevalier de l'Ordre royal et militaire de Saint-Louis (ordonnance royale du 30 octobre 1814), chevalier de l'Empire (décret impérial du 15 août 1809 et lettres patentes du 21 novembre 1810), D'azur à trois étoiles d'argent ; à la bordure de gueules chargée d’une croix de la Légion d'honneur d'argent. |
|           | Claude-Michel Larché (29 septembre 1748 - Dijon ✝ 9 mars 1829 - Dijon), Avocat (17 novembre 1768), Membre provisoire du tribunal de Dijon, Président du tribunal de Louhans (octobre 1790), Juge au tribunal civil de Saône-et-Loire (10 octobre 1795), Président du tribunal d'appel de Dijon (16 prairial an VIII : 5 juin 1800), Président du collège électoral de la Côte-d'Or (an XII), Député de la Côte-d'Or au Corps législatif (29 thermidor an XII : 17 août 1804), Premier président de la Cour Impériale de Dijon (6 avril 1811 - 1815), chevalier de l'Empire (lettres patentes du 21 décembre 1808), baron de l'Empire (lettres patentes du 9 septembre 1810), chevalier de la Légion d'honneur (25 prairial an XII), - Armes de chevalier de l'Empire : D'azur, à une balance d'or, le fléau remplacé par un bâton d'Esculape d'or, le serpent de sable, la tête vers senestre ; à la champagne de gueules chargée de l'insigne des Chevaliers légionnaires. |
|           | Ignace Laugier (29 août 1768 - Turin ✝ 12 août 1811 - Turin), Maire de Turin, Député du département du Pô au Corps législatif (3e jour complémentaire de l'an XIII - 1806, Président du conseil général du département du Pô, chevalier de l'Empire (lettres patentes du 18 juin 1809), chevalier de la Légion d'honneur, trésorier de la 16e cohorte de la Légion d'honneur, - Armes des Laugier : D'argent, au lion de gueules. Devise: NON FORTIOR ALTER. - Armes de chevalier de l'Empire : D'argent, au lion rampant de gueules, chargé d'un faisceau de trois flèches d'or, la pointe en haut nouées d'un ruban d'azur, à la bordure de gueules chargé du signe des chevaliers légionnaires. |
|           | Nicolas Joseph Leboeuf (° 17 mars 1753 - Wassy, province de Champagne † 2 janvier 1811 - Orléans), président de la cour de justice criminelle du Loiret, chevalier des Auvergnes et de l'Empire (à la suite du décret du 25 prairial an XII le nommant membre de la Légion d'honneur, lettres patentes du 20 août 1809, signées à Schœnbrunn), D'azur à deux chevrons supperposés d'or accompagnés de trois cornettes du même : bordure de gueules au signe des chevaliers posé au second point en chef., |
|           | Jean-Baptiste-Jacques-Alexandre Le Boursier (Mortain (auj. dans la Manche), 11 avril 1777 – Mortain le 15 décembre 1821), capitaine aux chasseurs à pied de la Garde impériale, chevalier Le Boursier et de l'Empire (décret du 15 mars 1810, lettres patentes signées le 23 mai 1810 à Lille), officier de la Légion d'honneur (16 août 1813), chevalier de l'ordre de la Réunion (28 novembre 1813), D'azur, au chevron cousu de gueules du tiers de l'écu, au signe des chevaliers accompagné en chef de deux croissants d'or, surmonté de trois étoiles en fasce d'argent, et en pointe d'un lion d'or, armé d'une épée haute d'argent,. |
|           | Jacques-François Le Boys des Guays (Montargis (Orléanais), 7 décembre 1740 – Bléneau (Yonne), 18 mars 1832), procureur général près la cour criminelle du département de l'Yonne, chevalier Le Boys des Guays et de l'Empire (à la suite du décret du 17 messidor an XII le nommant membre de la Légion d'honneur, lettres patentes signées à Schœnbrunn à 18 juin 1809), Légionnaire (25 prairial an XII) De sable, à l'agneau pascal d'argent tenant une croisette d'argent au pennon du même chargée d'une croix surmontée de trois étoiles en fasce, le tout de sable ; bordure de gueules au tiers de l'écu au signe des chevaliers posé au second point en chef,. |
|           | Louis Lebrun, chef d'escadron au 9e dragons, chevalier Lebrun et de l'Empire (à la suite du décret du 25 prairial an XII le nommant membre de la Légion d'honneur et du décret du 25 février 1809 lui accordant une dotation, lettres patentes du 31 janvier 1810, Paris),officier de la Légion d'honneur (10 septembre 1807) D'or à la fasce de gueules, du tiers de l'écu au signe des chevaliers ; accompagnée en chef de deux fers à cheval de sinople, cloutés du champ, traversés d'un sabre de dragon en fasce de sable, et en pointe d'un cheval libre de sable, soutenu de sinople. |
|           | Louis Lefèvre-Gineau (27 mars 1751, à Authe ✝ 3 février 1829, à Paris), Professeur et directeur au Collège de France, membre de l'Institut de France, inspecteur général de l'Université, député au Corps législatif, chevalier d'Ainelle et de l'Empire (1808), Tiercé en fasce, d'azur à deux rencontres de loup d'argent, de gueules au signe des chevaliers, et de sinople à une tête de loup d'argent en rencontre. |
|           | Adrien-Marie Legendre (1752, à Toulouse ✝ 10 janvier 1833, à Auteuil, mathématicien et géomètre français, membre de l'Institut de France, conseiller de l'Université impériale, professeur à l'École polytechnique, chevalier de la Légion d'honneur, chevalier de l'Empire (25 juillet 1811), Parti, au l, d'azur, chargé à dextre d'une tour crénelée de cinq pièces, soutenue d'un rocher issant d'une mer, le tout d'argent, la tour sommée d'un fanal allumé de gueules; au 2, de sable, au globe terrestre d'or surmonté d'une main tenant un compas du même, dans l'action de mesurer. Champagne de gueules du tiers de l'écu, au signe des chevaliers légionnaires. |
|           | Philippe Legras, avocat au Conseil d'État, chevalier de l'Empire (mai 1808), chevalier de la Légion d'honneur, D'or à la fasce de gueules chargé du signe des chevaliers légionnaires, accompagné en chef d'un foi parée d'azur. |
|           | François Antoine Lejéas (12 juillet 1744 - Paris † 16 avril 1827 - Bruxelles), vicaire général métropolitain de Paris, évêque de Liège (1809-1815), chevalier Lejéas et de l'Empire avec transmission à l'un de ses neveux (lettres patentes de mai 1808), baron Lejéas et de l'Empire (lettres patentes du 3 mai 1809), chevalier de la Légion d'honneur, - Armes du chevalier Lejéas et de l'Empire (1808) : De gueules, au chevron d'or accompagné en chef de deux étoiles d'argent, au pal de gueules brochant chargé du signe des chevaliers légionnaires., - Armes du baron Lejéas et de l'Empire (1809) : De gueules, au chevron d'or accompagné en chef de deux étoiles d'argent, au franc-quartier des barons évêques., |
|           | Charles-Philippe Leopold (10 janvier 1773 - Karlstadt † 6 décembre 1843- Paris), chef d'escadron au 17e régiment de dragons, fait chevalier de l'Empire par lettres patentes du 29 août 1810 légataire d’une rente de 2 000 francs en Westphalie. Chevalier de la Légion d'honneur en 1807. Armes concédé par la grande chancellerie des Seaux. Tiercé en fasce : d'azur au lévrier courant d'argent ; de gueules chargé du signe des chevaliers légionnaires de l’Empire d'argent et d’or à un dragon à cheval de sable et soutenu d'une terrasse de sinople. |
|           | Joachim Hippolyte Lepic (29 mars 1768 – Montpellier † 27 mars 1835 – Paris), maréchal de camp au 17e régiment de dragons, nommé chevalier de l'Empire le 18 février 1808, légataire de deux mille francs de rente annuelle sur la Westphalie. Promu officier de la Légion d'honneur le 15 juillet 1810 et chevalier de l'Ordre de la Couronne de Fer le 28 novembre 1813, l'Empereur le fait baron Lepic et de l'Empire par décret impérial du 2 avril 1814. Il est nommé chevalier de Saint-Louis le 17 mars 1815 par le roi Louis XVIII. Conservation des mêmes armes après avoir été fait baron Lepic et de l'Empire. Coupé, au 1, parti à dextre d'azur à la tour d'argent au sommet d'une colline d'or, accosté au coin dextre d'un soleil d'or, à senestre d'or au bras dextre de sinople portant un cor d'argent, surmonté d'un pic de sable accosté au tronc de sinople ; à la champagne de l'écu de gueules chargée de l'insigne des chevaliers légionnaires de l'Empire. |
|           | Pierre Thomas Le Roy de Boisaumarié (12 février 1773 - Longny-au-Perche ✝ 27 avril 1837 - Pau), Officier d'état-major dans le 3e bataillon de volontaires de l'Orne, Capitaine (1799), rapporteur du conseil de guerre de la 1re division militaire (Paris (1802), Membre du Tribunat (6 germinal an X), puis secrétaire de cette assemblée, Député de l'Orne au Corps législatif (1807), Préfet du Var (22 juin 1811-1814), Préfet du Loiret (30 mars 1815 : Cent-Jours), Préfet d'Ille-et-Vilaine en 1830, Préfet des Basses-Pyrénées (1832), chevalier de Boisaumarié et de l'Empire (10 septembre 1808, puis 1er baron de Boisaumarié et de l'Empire, commandeur de la Légion d'honneur, D'azur au chevron de gueules chargé du signe des chevaliers légionnaires, accompagné à dextre d'une tour d'or maçonnée de sable et à senestre d'une balance d'argent, en pointe d'un livre ouvert d'argent. |
|           | Pierre Lévêque (3 septembre 1746 - Nantes ✝ 16 octobre 1814), Membre de l'Institut de France, professeur au Collège de France, examinateur pour les écoles de navigation, chevalier de l'Empire (21 décembre 1808), Parti : le 1, d'argent, à l'ancre d'azur; le 2, coupé, au 1, de sinople, à la sphère d'or; au 2, d'azur, au chevron d'argent accompagné en chef à dextre d'un croissant d'argent, à senestre d'une étoile du même et en pointe d'un soleil d'or. Champagne de gueules du tiers de l'écu, chargée du signe des chevaliers légionnaires, brochant sur le parti. |
|           | Pierre-Charles Levesque (1736 - Paris ✝ 1812), historien et traducteur, membre de l'Institut de France, (1801), chevalier de Saint-Cyr et de l'Empire (9 mai 1809), D'argent, à la bande de gueules chargée du signe des chevaliers légionnaires, accompagnée en chef d'une branche d'olivier de sinople et en pointe d'un rouleau de sable, dans la forme d'un manuscrit antique. |
|           | Louis Lézurier de La Martel (25 mai 1765, à Rouen ✝ 22 janvier 1852, au Val-de-la-Haye), Financier, Maire de Rouen par décret impérial du 25 mars 1813, membre de l’Académie de Rouen (21 décembre 1808), député de la Seine-Inférieure au corps législatif, maintenu en 1814 à la Chambre des députés, chevalier de l'Empire (10 septembre 1808), baron de l'Empire (14 avril 1810), officier de la Légion d'honneur (5 juillet 1804, et trésorier de la 14e cohorte, dont le siège était à Rouen), - Armes de chevalier de l'Empire : Parti : au I, d'azur au chevron d'or accompagné, en chef à dextre d'une pomme de pin renversée, en chef à senestre d'un trèfle, et en pointe d'un épi, le tout d'or ; au II, de sable, à une clef d'or posée en fasce, surmontée d'une étoile du même ; le parti soutenu d'une champagne de gueules chargé de l'insigne des chevaliers légionnaires. |
|           | Pierre-Paul-Marie Liger de Verdigny (10 janvier 1754 - Châtillon-sur-Loing † 29 août 1832 - Paris), vice-président du tribunal révolutionnaire qui jugea Fouquier-Tinville, Conseiller et membre de la cour impériale de cassation, chevalier de l'Empire (décret impérial et lettres patentes signés en 1808), chevalier de la Légion d'honneur (décret du 17 messidor an XII (14 juin 1804)), Parti d'or à une tête de licorne de sable et d’hermines à une masse d'azur ; à la champagne de gueules, chargée du signe des chevaliers légionnaires. |
|           | Denis-Eloi Ludot (25 juin 1768, Arcis-sur-Aube ✝ 14 septembre 1839, Arcis-sur-Aube), général de brigade, commandeur de la Légion d'honneur (ordonnance royale du 14 février 1815), Chevalier de l'Ordre royal et militaire de Saint-Louis (ordonnance royale du 19 juillet 1814), chevalier de l'Empire (lettres patentes du 11 juin 1810), puis baron de l’Empire (décret impérial du 3 avril 1814), Coupé : au I, d’or au casque taré à profil de sable ; au II, de sinople à la tête de cheval d’argent ; à la bordure de gueules chargée du signe des Chevaliers Légionnaires. |

### M
| Armoiries | Nom du chevalier et blasonnement |
| --------- | --- |
|           | François-Louis Magallon de la Morlière (28 octobre 1754 - L'Isle-Adam † 1825 - Passy), général de division, Gouverneur de l'Île Bonaparte (10 novembre 1803 - 31 décembre 1805), chevalier de l'Empire (lettres patentes du 14 février 1810), commandeur des ordres du roi, de la Légion d'honneur, du Lion Belgique, Chevalier de Saint-Louis, Tiercé en fasce : d'azur à deux chevrons versés alaisés et entrelacés d'or ; de gueules au signe des chevaliers ; et fascé d'or et de sable de six pièces. |
|           | Louis Malles (de Port-Saint-Louis-du-Rhône), capitaine de vaisseau (1793, en retraite), chevalier de l'Empire (26 avril 1810), officier de la Légion d'honneur, Parti : au I réparti de pourpre et de sinople, au comble d'azur chargé d'un cœur d'argent; au II d'azur au chevron d'argent accompagné de trois quintefeuilles du même, le parti soutenu d'une champagne de gueules, chargée du signe des chevaliers légionnaires. |
|           | Jean Philibert Maret (13 mars 1758 - Dijon ✝ 21 janvier 1827 - Dijon), ingénieur des ponts et chaussées, Grand-voyer de Dijon, Commissaire du Directoire exécutif près l’administration centrale de la Côte-d'Or (6 brumaire an VIII), Préfet du Loiret (11 ventôse an VIII (2 mars 1800) - 11 germinal an XIV (16 avril 1806)), Conseiller d'État (16 mars 1806, Membre du Conseil d'État à vie en 1812), Directeur général des subsistances, chevalier Maret et de l'Empire (lettres patentes du 26 août 1808), comte Maret et de l'Empire (lettres patentes du 9 décembre 1809), officier de la Légion d'honneur, Tiercé en pal d'or, de gueules, à l'insigne des Chevaliers légionnaires et d'argent. |
|           | Charles Martin (de Carnoules), chef de bataillon (en retraite), chevalier de l'Empire (8 mai 1812, chevalier héréditaire confirmé le 21 juillet 1818), chevalier de la Légion d'honneur, D'azur au chevron de gueules accompagné en chef, à dextre d'une forteresse d'or et à senestre d'un sabre de même et en pointe, d'un chien en arrêt aussi d'argent. |
|           | Bernard-Charles-Élisabeth Martin des Pallières (1767 - Bayeux † 1848), membre du Corps législatif, consul de France à Anvers, chevalier de l'Empire (14 juin 1810) Tiercé en face : au un, d'azur à deux pals d'or chargés d'un lierre montant de sinople, au deux, de gueules au signe des chevaliers légionnaires, au trois, d'argent à trois merlettes de sable. |
|           | Louis François Meifred (1748 - Castellane † 1816), conseiller à la Cour d'appel d'Aix-en-Provence (1811), et chevalier de Suriane et de l'Empire (lettres patentes du 11 juillet 1810), Tiercé en fasce : au I d'azur à trois étoiles d'argent ; au II de gueules plein ; au III de gueules au signe des chevaliers légionnaires. |
|           | Alexis des Michels de Champorcin, maréchal de camp, chevalier de l'Empire (1809), Parti, d'or à la croix de Lorraine de gueules et d'azur à l'épée en barre d'or, la pointe haute; à la champagne de gueules, chargée du signe des chevaliers légionnaires brochant sur le parti. |
|           | François-Pierre-Benigne Michon (né le 21 janvier 1774 à Nancy), capitaine d'artillerie, chevalier de l'Empire (lettres patentes du 28 janvier 1809), Tiercé en fasce : au 1, d'argent chargé à dextre d'un vaisseau démâté de sable soutenu d'une mer d'azur, et à senestre de maison démolie de sable, maçonnée et terrassée du mesme; au 2, de gueules, au signe des Chevaliers-Légionnaires; au 3, d'azur, au faucon perché d'argent. |
|           | Théodore François Millet (15 septembre 1776, Sourdeval ✝ 15 février 1819, Sourdeval), général de brigade, officier de la Légion d'honneur le 6 août 1811, Chevalier de Saint-Louis le 20 août 1814, chevalier de l'Empire puis 1er baron Millet et de l'Empire, Armes de chevalier de l'Empire : D'azur à la bande cousue de gueules, chargée en cœur de l'insigne des chevaliers légionnaires ; accompagnée en pointe d'un lion léopardé d'or et en chef de trois grenades d'argent posées en orle. |
|           | Joseph Mingrat (12 juillet 1776, Le Grand-Lemps ✝ 20 mars 1852, Grenoble), chef d'escadron, officier d'état major, premier aide de camp du général Dallemagne, chef d'état major de la 2e division de l'Armée de Hollande (1809), chevalier de l'Empire (lettres patentes du 21 septembre 1808), Légionnaire (1807), Chevalier de Saint-Louis, D'azur, au dextrochère d'argent armé d'une épée d'or accompagnée en chef à dextre d'un casque de même, et à sénestre d'un cor de chasse d'argent virolé d'or; fasce de gueules au signe des chevaliers légionnaires brochant sur l'épée. Livrées: bleu, rouge et blanc. |
|           | Louis-Jacques-René de Monchy (6 octobre 1748 † 8 avril 1831), chevau-léger de la garde ordinaire du roi, chevalier de l'Empire (lettres patentes du 20 juillet 1808, confirmé en 1814, chevalier de Saint-Louis (1790), Tiercé en fasce ; au I d'hermine plain ; au II du gueules à l'insigne des chevaliers légionnaires ; au III, d'azur à la balance d'or. |
|           | Louis Monge (11 avril 1748, à Beaune (Côte-d'Or) ✝ 6 octobre 1827, astronome, examinateur des aspirants de marine, chevalier de l'Empire (20 juillet 1808), D'azur, semé d'étoiles d'argent, à la bande cousue de gueules du tiers de l'écu chargée du signe des chevaliers légionnaires brochant sur le tout. |
|           | Antoine François Morandini (6 décembre 1766 - Moïta † 1831), chef de bataillon aux Tirailleurs corses, général de division, chevalier d'Eccataye et de l'Empire (lettres patentes du 2 septembre 1810), baron de l'Empire, De sinople au chapé d'argent, chargé d'un lion contourné de gueules, sénestré d'un dextrochère au naturel, mouvant du flanc de l'écu et tenant une épée haute de gueules, au tiers en pal de gueules, chargé du signe des chevaliers légionnaires. |
|           | Louis Victor Moreau (18 décembre 1757, à Chantilly ✝ 22 mai 1816, à Paris), quincaillier et membre du Conseil d'Escompte de la Banque de France (IIe Siège, le 27 avril 1803), puis Régent de la Banque de France (XIVe, Siège du 17 octobre 1804 à sa mort), chevalier de l'Empire (lettres patentes du 28 mai 1809), anobli par ordonnance royale du 2 août 1814 et lettres patentes du 6 août 1814, - Armes sous le Premier Empire : D'azur au chevron cousu de gueules, chargé du signe des chevaliers légionnaires qui est de gueules chargé de l'étoile d'argent, et accompagné en chef d'une foi issant d'une nuée, le tout d'argent ; et en pointe, d'une branche de chêne au naturel, fruitée d'or. - Armes sous la Restauration : D'azur au chevron cousu de gueules, surmonté d'une foi de carnation et accompagné en pointe, d'une branche de chêne au naturel, fruitée d'or. |
|           | Antoine-Auguste-Cécile Mossy (né le 12 décembre 1764 - Marseille), imprimeur en lettres, adjoint au maire de Marseille, fut créé chevalier d'Empire (2 avril 1812), chevalier de la Légion d'honneur, D'azur à la fasce de gueules, chargée du signe des chevaliers légionnaires, accompagnées en chef de trois étoiles et en pointe d'un lion passant, le tout d'or. |
|           | François Louis René Mouchard de Chaban (18 août 1757 - Paris ✝ 23 mars 1814 - Hambourg), Sous-préfet de Vendôme(5 floréal an VIII), Préfet de Rhin-et-Moselle (16 floréal an XI), Préfet de la Dyle (Chef-lieu : Bruxelles) (12 pluviôse an XIII), Membre de la junte extraordinaire de Toscane (12 mai 1806), Conseiller d'État (19 février 1809), Intendant de l'intérieur et des finances dans les départements anséatiques (18 décembre 1810), Intendant général des finances dans la 32e division militaire (Hambourg) (17 juin 1813), chevalier de l'Empire (3 mai 1809), comte de l'Empire (décret impérial du 15 août 1809 et lettres patentes du 9 décembre 1809), officier de la Légion d'honneur (30 juin 1811), - Armes des Mouchard de Chaban sous l'Ancien Régime : - D'azur, au chevron d'or, accompagné de trois mouches de même. Supports: deux cygnes au naturel. Devise: MORT L'HONNEUR, MEURE LA RACE,. - On trouve également (variante et peut-être brisure) : D'azur, au chevron de sable, accompagné de trois mouches d'or. Couronne de comte. Supports: deux griffons. - Armes de chevalier de l'Empire : D'azur, au chevron d’or, accompagné de trois mouches du même, à la champagne de gueules chargée de l'insigne des Chevaliers légionnaires. - Armes de comte de l'Empire : D'azur, au chevron d’or, accompagné de trois mouches du même, à la champagne de gueules chargée de l'insigne des Chevaliers légionnaires ; au canton des Comtes Conseillers d'État brochant., |
|           | Joseph Mourret (né le 26 juillet 1786 - Tarascon), lieutenant au 2e régiment de chevau-légers, chevalier de l'Empire (19 janvier 1812), chevalier de la Légion d'honneur, D'or à deux lances de sable au penon coupé de gueules et d'argent, posés en sautoir surmontées au deuxième point du chef d'un casque antique de sable et soutenu d'une molette d'éperon d'azur; à la fasce de gueules brochant, chargée du signe des chevaliers légionnaires. |

### N
| Armoiries | Nom du chevalier et blasonnement |
| --------- | --- |
|           | François-Joseph-Michel Noël (12 janvier 1756 - Saint-Germain-en-Laye ✝ 29 janvier 1841 - Paris), successivement diplomate, membre du Tribunat, préfet du Haut-Rhin (1801), inspecteur général de l'Université, puis conseiller, vice-recteur de la Faculté des lettres de Paris, chevalier de l'Empire (21 décembre 1808), Parti d'azur et d'argent ; l'azur chargé d'un lys de jardin terrassé d'argent; l'argent chargé de trois arbres arrachés de sinople, 1,2. Champagne de gueules du tiers de l'écu, brochant sur le parti et chargé du signe des chevaliers légionnaires. |

### O
| Armoiries | Nom du chevalier et blasonnement |
| --------- | --- |
|           | Marc Antoine Marie Obert (2 avril 1774 - Étaples ✝ 9 décembre 1830 - Saint-Germain-en-Laye), Général de brigade (1813), Lieutenant général (1821), grand officier de la Légion d'honneur (1823), commandeur de Saint-Louis (1823), chevalier de l'Empire (Lettres patentes du 28 mai 1809), baron sans qualification (24 décembre 1813), vicomte (1816), D'argent à une épée et un drapeau replié sur sa hanche posés en sautoir, le tout d'azur, soutenu d'une grenade allumé de gueules ; à la bordure de gueules chargée au point du chef de l'insigne des chevaliers légionnaires. |

### P
| Armoiries | Nom du chevalier et blasonnement |
| --------- | --- |
|           | François Marie Sébastien Pageot (19 juillet 1766 - Cap Français (Saint-Domingue) ✝ 2 janvier 1834 - Paris), général de brigade (à titre provisoire le 1er juin 1796, confirmé le 17 août 1796), Lieutenant général (7 janvier 1815), officier de la Légion d'honneur (28 septembre 1814), Chevalier de Saint-Louis (20 août 1814), chevalier de l'Empire (lettres patentes du 18 juillet 1811), D'or à un barre d'azur chargée de deux étoiles d'argent, traversée en cœur par une épée haute de gueules, débouchante en chef ; à la bordure de gueules chargée au point du chef de l'insigne des chevaliers légionnaires. |
|           | Boniface Paradis (8 septembre 1751 - Auxerre ✝ 31 mars 1823 - Auxerre), Député de l'Yonne au Conseil des Anciens (23 vendémiaire an IV, secrétaire, puis président du Conseil (21 décembre 1796 - 20 janvier 1797)), Président de la cour impériale de justice criminelle de l'Yonne (1808), substitut du procureur général à la cour impériale de Paris (1811-1815, destitué en 1816), chevalier de Joncreux et de l'Empire (18 juin 1809), chevalier de la Légion d'honneur (décret impérial du 25 prairial an XII (14 juin 1804)), D’or au pommier de sinople, terrassé du même, fruité du champ, accolé d’un serpent d’azur et soutenu d’une champagne de gueules, chargée du signe des chevaliers légionnaires. |
|           | Jean-Baptiste-Hyacinthe Pascalis (né le 23 juin 1750 - Barcelonnette), commissaire ordonnateur des guerres, chevalier de l'Empire (lettres patentes du 24 août 1811), chevalier de la Légion d'honneur, D'azur au chevron de gueules chargé du signe des chevaliers légionnaires et accompagné en pointe d'une brebis d'or. |
|           | Paullet, chirurgien-major au 95e régiment d'infanterie de ligne, puis à la Garde impériale, chirurgien en chef adjoint de l'Empereur et de l'hôpital de la Garde, chevalier de la Légion d'honneur, chevalier de l'Empire (3 mai 1809), D'azur, à la bande cousue de gueules, chargée du signe des chevaliers légionnaires, accompagnée en chef de trois têtes d'Hippocrate d'or, 2 et 1, et en pointe d'une croix de Lorraine d'argent. |
|           | Guillaume Alexandre Thomas Pégot, général de brigade, Commandeur de l'Ordre des Deux-Siciles (19 mai 1808), Chevalier de Saint-Louis (20 août 1814), Commandeur de la Légion d’honneur (27 avril 1834), chevalier de l'Empire, D'azur au rocher à trois coupeaux, sommé d'un pégot d'or, soutenu d'une champagne de gueules, au signe des chevaliers légionnaires. L'écu est sommé d'une toque de velours noir, retroussée de sinople, à un porte-aigrette d'argent, surmonté d'une aigrette blanche. |
|           | Philippe-Jean Pelletan (4 mai 1747 - Paris ✝ 16 septembre 1829), Chirurgien en chef des armées et de l'Hôtel-Dieu, professeur à l'École de médecine, premier chirurgien de l'Empereur, chevalier de l'Empire (16 décembre 1810), De sable, au palmier d'argent fruité de sinople ; champagne de gueules du tiers de l'écu, au signe des chevaliers légionnaires., |
|           | Pierre-Nicolas Perrée-Duhamel (1752 ✝ 1833), homme politique français, membre du Tribunat (4 nivôse an VIII), régent au sein du Conseil général de la Banque de France (octobre 1800), conseiller-maître de la Cour des Comptes (1807), chevalier de l'Empire (1808), D'argent à l'ancre bouclée d'azur ; à la fasce brochante de gueules chargée de l'insigne des Chevaliers légionnaires. |
|           | Jean-Mathieu Perret (né le 19 juillet 1773 - Lyon), membre du collège électoral du Rhône, maire de la commune de Rivoire, chevalier de la Menue et de l'Empire (lettres patentes du 16 mai 1813, créé chevalier par lettres royales enregistrées le 21 décembre 1816), D'azur à la fasce d'or accompagnée de trois étoiles d'argent ; sur le tout de gueules occupant le tiers de l'écu, et chargé du signe des chevaliers légionnaires. |
|           | Claude-Auguste Petit (1748-1819), député au Corps législatif, membre du collège électoral du département de la Seine, chevalier Petit et de l'Empire (à la suite du décret du 22 avril 1810 le nommant membre de la Légion d'honneur, lettres patentes signées à Rambouillet le 11 juillet 1810), 1er baron de Beauverger et de l'Empire (décret du 4 août 1811, lettres patentes signées à Compiègne le 6 septembre 1811), Légionnaire (Légion d'honneur) (décret du 22 avril 1810 D'argent à cinq arbres de sinople en sautoir, fruités chacun de trois pommes de gueules une et deux, à la bordure de gueules au signe des chevaliers posé au premier point en chef. Armes parlantes (Pommier ⇒ verger ⇒ Beauverger). |
|           | Jean-Antoine-Dominique Pichot (né le 27 octobre 1767 - Mormoiron), commissaire des guerres, chevalier de la Légion d'honneur, chevalier de l'Empire (lettres patentes du 14 juin 1810), Parti, au I d'azur à une gerbe d'or; au II d'argent à un arbre arraché de sinople; le parti soutenu d'une champagne de gueules au signe des chevaliers légionnaires. |
|           | Jules Pictet de Sergy, dit Diodati (15 juin 1768 - Genève ✝ 18 juin 1823 - Genève), Président du tribunal criminel du Léman, Député du département du Léman au Corps législatif (4 nivôse an VIII - 1805, 10 août 1810-1814), membre du conseil représentatif de Genève (1814), membre correspondant de l'Institut de France, chevalier de l'Empire, chevalier de la Légion d'honneur, - Armes de la famille Pictet : De sinople, à un mur non-crénelé d'argent, maçonné de sable, acc. en chef d'un lion naissant d'or, mouvant du mur. - Armes de chevalier de l'Empire : De sinople, au lion naissant d'argent, à la bordure componée de gueules et d'argent, le tout soutenu d'une muraille d'azur ; champagne de gueules du tiers de l'écu chargée du signe des chevaliers légionnaires. |
|           | Charles-Antoine Pierre (13 avril 1769 ✝ 9 février 1814), major au 84e de ligne, colonel, chevalier de l'Empire (24 août 1810), chevalier de la Légion d'honneur, D'argent au rocher de sable sommé d'une colombe posée d'azur, au comble du même chargé d'une épée en fasce d'argent pointant à dextre et soutenue de trois coquilles en fasce d'or, à la champagne de gueules chargée du signe des chevaliers légionnaires. |
|           | Charles-Antoine Pierre (13 avril 1769 ✝ 9 février 1814), major au 84e de ligne, colonel, chevalier de l'Empire (24 août 1810), chevalier de la Légion d'honneur, D'argent au rocher de sable sommé d'une colombe posée d'azur, au comble du même chargé d'une épée en fasce d'argent pointant à dextre et soutenue de trois coquilles en fasce d'or, à la champagne de gueules chargée du signe des chevaliers légionnaires. |
|           | Louis Antoine Pille (né le 14 juillet 1749 - Soissons), Général de division, chevalier de l'Empire (18 mars 1809), chevalier de Saint-Louis (19 juillet 1814), commandeur de la Légion d'honneur (1er novembre 1814). D'or, au chevron d'azur chargé de trois étoiles d'argent, une et deux, accompagné en chef de deux têtes de cheval affrontées de sable et en pointe d'un lion rampant de même, bordure de gueules au signe des chevaliers. Livrées : les couleurs de l'écu. |
|           | Antoine Portal (5 janvier 1742 - Gaillac ✝ 23 juillet 1832, à Paris) - Médecin, anatomiste, professeur au Collège de France, membre de l'Institut de France, président de l'Académie de médecine, premier médecin des rois Louis XVIII et Charles X, président de l'École de médecine (1817), chevalier de l'Empire (1808), baron (1824), - Armes sous le Premier Empire : De pourpre, à la couleuvre vivrée posée en fasce d'or accompagnée en chef d'un caducée en pal d'argent, et en pointe d'une tour crénelée de trois pièces aussi d'argent, ouverte et maçonnée de sable ; le tout adextré d'un pal de gueules du tiers de l'écu au signe des chevaliers légionnaires,. - Armes sous la Restauration : De pourpre, à la couleuvre vivrée posée en fasce d'or accompagnée en chef d'un caducée en pal d'argent, et en pointe d'une tour crénelée de trois pièces aussi d'argent, ouverte et maçonnée de sable,. |
|           | Poussielgue, chirurgien principal des armées, chevalier de l'Empire (4 mai 1810), De sable au chevron d'or, accompagné de deux étoiles d'argent en chef, et en pointe d'un serpent tortillant du même; champagne cousue de gueules du tiers de l'écu, chargée du signe des chevaliers légionnaires. |
|           | Joseph de Puniet de Monfort (6 avril 1774 - Château de Ventais près de Montcuq - 30 janvier 1855 - Paris). Général de brigade, chevalier de l'Empire (28 janvier 1809), légionnaire par décret du 29 pluviôse an XIII (18 février 1805), grand officier le 18 avril 1834. Chevalier de Saint-Louis le 8 juillet 1814. D'or, à la fasce de gueules chargée du signe des chevaliers accompagnée en chef d'un poignet fermé de sable et en pointe d'un lion rampant de même, lampassé et villené de gueules. |

### Q
| Armoiries | Nom du chevalier et blasonnement |
| --------- | --- |
|           | Nicolas-Marie Quinette (13 septembre 1762 - Paris ✝ 14 juin 1821 - Bruxelles), chevalier de l'Empire puis baron de Rochemont et de l'Empire (1810), député de l'Aisne à l’Assemblée Législative à la Convention (1792), président du Conseil des Cinq-Cents (1796), ministre de l’Intérieur (1799), préfet de la Somme (1800), conseiller d’État, Pair de France (4 juin 1814, Cent-Jours), D'azur à une branche de chêne d'or supporté à dextre et à senestre par une chaine brisée d'argent et posée sur une terrasse de sinople ; à la champagne de gueules chargée de l'insigne des chevaliers légionnaires. |

### R
| Armoiries | Nom du chevalier et blasonnement |
| --------- | --- |
|           | Antoine Raulet (né le 18 août 1775 - Marseille), chef d'escadron, quartier-maître du 1er régiment de chevau-légers lanciers polonais de la Garde impériale, chevalier de l'Empire (4 juin 1810), chevalier de la Légion d'honneur, Tranché d'azur et d'or, l'azur chargé en chef d'un dextrochère armé tenant un guidon et en pointe d'un casque de profil, le tout d'argent, l'or chargé d'une tête de cheval en chef et d'un lion léopardé en pointe, le tout de sable, à un écu de gueules en abîme chargé du signe des chevaliers légionnaires. |
|           | Paul Charles Réant (né le 16 septembre 1771 - Paris), capitaine, quartier-maître-trésorier des grenadiers à pied et des vélites de la Garde impériale, chevalier de l'Empire (lettres patentes du 19 janvier 1811), Tiercé en barre : d'or à trois nains accroupis de carnation, coiffés de chapeaux de sable, chargés d'un bouton d'argent, 2.1 ; de gueules au signe des chevaliers légionnaires ; et d'argent au cheval galopant et contourné de sable., |
|           | Jean-Baptiste Regnault (9 octobre 1754, à Paris ✝ 12 novembre 1829, à Paris), peintre académique et néoclassique, membre de l'Institut de France, professeur à l'École des beaux-arts, chevalier de l'Empire (15 janvier 1809), baron (19 juillet 1819), D'azur au centaure contourné d'argent, montrant à tirer de l'arc à un jeune homme du même, tous deux armés d'arcs et de flèches d'or, soutenus d'une terrasse de sinople et accostés en chef à dextre d'une étoile à six rais d'argent chargée d'un V d'or, et en pointe à sénestre d'un soleil rayonnant cantonné d'or. Champagne de gueules du tiers de l'écu, chargée du signe des chevaliers légionnaires. (Ces armes rappellent l'Éducation d'Achille, un tableau de Regnault)                                                                             |
|           | Charles-Frédéric Reinhard (2 octobre 1761, à Schorndorf ✝ 25 décembre 1837, à Paris), diplomate et homme politique français d'origine allemande, commandeur de la Légion d'honneur (9 vendémiaire an XII (2 octobre 1803)), chevalier de l'Empire (24 février 1809), baron de l'Empire (31 décembre 1809), comte en 1815, pair de France (11 octobre 1832), Armes de chevalier de l'Empire : Parti, au 1, d'or à la verge de sable tortillée d'un serpent de sinople, au 2, d'argent au guerrier casqué, cuirassé et armé d'azur, soutenu d'une terrasse de sinople et adextré d'un tertre du même chargé d'un R de sable ; au comble d'azur chargé d'un faucon essoré d'argent s'abattant sur un héron du même. Bordure de gueules du tiers de l'écu, chargée au 2e point en chef du signe des chevaliers légionnaires. |
|           | Marie-Antoine de Reiset (29 novembre 1775 à Colmar ✝ 25 mars 1836 à Rouen), général de brigade, grand officier de la Légion d'honneur (15 juillet 1815), Commandeur de l'Ordre royal et militaire de Saint-Louis (1er mai 1821), chevalier de l'Empire (décret impérial du 15 août 1809), baron de l'Empire (lettres patentes du 25 mars 1813 et décret impérial du 14 mai 1813), vicomte (lettres patentes du 17 août 1822), Armes de chevalier de l'Empire : Parti au 1 : de sinople, au coq d'argent, crêté, barbé et membré de gueules, surmonté de trois croissants, les pointes à dextres, d'or ; au 2 : d'argent, à trois chevrons d'azur, l'un sur l'autre, accompagnés de trois dragons ailés de gueules ; le tout soutenu d'une champagne de gueules du tiers de l'écu au signe des chevaliers de l'Empire.    |
|           | Antoine Rémy (14 février 1764 - Thilleux (Haute-Marne) ✝ 24 janvier 1848 - Chaumont), Chef d'escadron aux grenadiers à cheval de la garde impériale (an VIII), Lieutenant-colonel (1807), chevalier de l'Empire (20 août 1808), baron de l'Empire (6 octobre 1810), chevalier de la Légion d'honneur (1804), chevalier de l'Ordre de la couronne de fer, Chevalier de Saint-Louis, - Armes de chevalier de l'Empire : D'azur, à la bande cousue de gueules chargée du signe des chevaliers légionnaires, accompagnée en chef d'un casque d'or, taré de face, et accosté d'une molette aussi d'or, et, en pointe, d'une grenade d'or. |
|           | Renoult, chirurgien major de la gendarmerie d'élite, chevalier de l'Empire (5 octobre 1808), D'azur, au palmier d'or accompagné à senestre d'un serpent ondoyé d'argent rampant au pied de l'arbre, et en chef d'un triangle flamboyant d'or chargé d'un Jéhovah hébraïque de sable; champagne cousue de gueules du tiers de l'écu, chargée du signe des chevaliers légionnaires. |
|           | Athanase Clément de Ris, Parti d'azur et de gueules, l'azur au chevron d'or accompagné en chef de deux étoiles d'argent, et en pointe d'une colombe d'argent tenant au bec une branche d'olivier de sinople ; le gueules au casque de dragon d'or surmonté d'un signet de sable, le tout soutenu d'une champagne de gueules au signe des chevaliers. |
|           | Gilbert Louis Robinet du Teil d'Ozanne (9 février 1746 ✝ 24 septembre 1826), sous-gouverneur des pages de la Grande Écurie (1777), lieutenant-colonel (1780), inspecteur aux revues sous le Consulat, Maréchal de camp (2 octobre 1792), commandant du Prytanée militaire de Saint-Cyr sous le Premier Empire, Lieutenant général (sous la Restauration), chevalier du Teil et de l'Empire (29 mars 1809), officier de la Légion d'honneur (sous la Restauration), Tiercé en bande, d'argent, de gueules et d'or; l'argent à la tour crénelée d'azur, ouverte et maçonnée de sable; le gueules, au signe des chevaliers légionnaires; l'or, au pistolet en pal, la crosse en bas, de sable, damasquiné d'argent, accompagné de trois étoiles 1, 2, de gueules.                                                           |
|           | Charles François Robinet née le 25 novembre 1734 à Rennes (Ille-et-Vilaine) et décédé le 27 septembre 1810. Avocat et commissaire des États de Bretagne, Président du tribunal de district, Président de la cour criminelle d'Ille-et-Vilaine D'azur au chevron d'or; à la bordure de gueules chargée du signe des chevalier légionnaire. |
|           | François Roger (17 avril 1776 à Langres ✝ 1er mars 1842, à Paris), Poète comique, conseiller de l'Université impériale, député au Corps législatif, chevalier de l'Empire (23 décembre 1810), Coupé : au 1, parti de sable et d'azur ; le sable, chargé de deux palmes en sautoir nouées d'une branche d'olivier d'argent ; l'azur, au masque scénique d'or, le 2, échiqueté d'azur et d'or. À la fasce de gueules, brochant sur le coupé, chargée du signe des chevaliers légionnaires. |
|           | Louis Jacques Rousseau (14 février 1759 - Château-du-Loir ✝ 16 août 1829 - Paris), Président du tribunal de district du Château-du-Loir (1789), Président de l'administration départementale de la Sarthe, Député de la Sarthe à l'Assemblée législative (3 septembre 1791), Juge (28 vendémiaire an IV), Conseiller à la cour de cassation (Restauration), Député du 4e arrondissement électoral de la Sarthe (Saint-Calais, le 13 novembre 1822, réélu le 25 février 1824 - 1827), chevalier de l'Empire (3 juin 1808), chevalier de la Légion d'honneur, Tiercé en fasce : au I, d'or chargé d'une chouette entre deux maillets, le tout de sable ; au II, de gueules à l'insigne des chevaliers légionnaires ; au III, d'azur à la balance d'argent.                                                                 |
|           | Paul Rouvier (25 novembre 1765 - Tavernes ✝ 7 décembre 1832 - Paris), colonel-commandant d'armes attaché à la 1re division militaire, officier de la Légion d'honneur, chevalier de l'Empire (22 octobre 1810), Parti : au I d'or à douze étoiles d'azur rangées en fasce trois, trois, trois, trois ; au II d'azur à un bastion d'argent surmonté d'un coq d'or ; le parti soutenu d'une champagne de gueules chargée du signe des chevaliers légionnaires. |

### S
| Armoiries | Nom du chevalier et blasonnement |
| --------- | --- |
|           | Antoine Joseph Secrétan (1773 ✝ 1837), colonel-major du 8e puis du 1er régiment de voltigeurs de la Garde impériale, chevalier Secrétan et de l'Empire, puis baron Secrétan et de l'Empire, puis baron Secrétan, D'azur, à un chevron de gueules chargé de l'insigne des chevaliers légionnaires de l'Empire, soutenu d'une pointe rebattue d'or chargée d'un sauvage au naturel appuyé sur sa massue, posé sur un mont de sinople ; le chevron surmonté d'une étoile rayonnant d'argent, adextré d'un lévrier contourné et rampant d'argent ; senestré d'une épée haute d'argent garnie d'or. |
|           | Antoine-Isaac Silvestre de Sacy (21 septembre 1758, à Paris ✝ 21 février 1838), Philologue, linguiste et orientaliste français, membre de l'Institut de France, professeur au collège de France, député du département de la Seine (1808 et(1814), recteur de l'Université de Paris (1815), pair de France (après 1830), chevalier de l'Empire (3 mai 1809) puis baron de l'Empire (12 avril 1813, titre confirmé sous la Restauration), Armes de chevalier de l'Empire : D'azur, au chevron brisé d'argent, accompagné de trois étoiles du même ; champagne cousue de gueules du tiers de l'écu, chargée du signe des chevaliers légionnaires. |
|           | Marc-Antoine Sirugue (17 mai 1754 - Vitteaux ✝ 26 avril 1842 - Rouen), colonel de la 14e légion de la gendarmerie impériale du département de l'Aube, député de la Côte-d'Or au Corps législatif, chevalier Sirugue et de l'Empire (décret du 23 mars 1808 (« à la suite du décret du 25 prairial an XII le nommant membre de la Légion d'honneur »), lettres patentes du 21 décembre 1808 (Madrid)), baron Sirugue et de l'Empire (1814), officier de la Légion d'honneur, D'azur, à la bande cousue de gueules au signe des chevaliers, occupant le tiers de l'écu et accompagnée en chef à sénestre d'un sabre d'argent à la poignée d'or accostée de deux étoiles d'argent, et en pointe à dextre d'une tête de cheval d'or ; et pour livrées : bleu, rouge, jaune et blanc. |
|           | Smette, capitaine, chevalier de l'Empire, De gueules, à un Hercule de carnation terrassant un lion d'or, soutenu du même et surmonté d'une divise d'azur chargé de trois étoiles d'or ; à la champagne de gueules chargée de l'insigne des chevaliers légionnaires. |
|           | Étienne Henri Soulages, adjudant-commandant, chevalier de l'Empire, D'azur, au chevron de gueules, accomp. en chef de 2 rocs d'échiquier d'or, et en pointe d'un lion d'argent armé d'une épée haute ; à la champagne de gueules chargée de l'insigne des chevaliers légionnaires. |
|           | Jean-Joseph Sue (1760 ✝ 1830), médecin en chef de la Garde impériale, chirurgien et professeur d'anatomie, membre de l'Académie de médecine, chevalier de l'Empire (21 décembre 1808), D'argent, à la plante de pervenche au naturel terrassée de sinople, tortillée d'un serpent de sable lampassé de gueules, et senestrée en chef d'une étoile d'azur; champagne de gueules du tiers de l'écu, au signe des chevaliers légionnaires. |

### T
| Armoiries | Nom du chevalier et blasonnement |
| --------- | --- |
|           | Charles-Hardouin Tarbé de Saint-Hardouin, 23 avril 1769, Sens - 24 décembre 1821, Paris. Major titulaire du 2ème Régiment de Carabiniers en 1814. Chevalier de la Légion d’honneur par décret impérial du 14 mars 1806, puis Officier de la Légion d’honneur, par ordonnance du 15 octobre 1814. Titre de Chevalier de l’Empire (sous la dénomination de Chevalier de Saint-Hardouin), par lettres patentes et par décret impérial du 31 janvier 1810, confirmé par lettres patentes du 3 février 1816. D'azur au chevron d'argent accompagné en chef de deux molettes d'or : pal de gueules du tiers de l'écu, au signe des chevaliers ; brochant sur le tout ; pour livrées : bleu, jaune, blanc et rouge. |
|           | Jean-Bernard Tarbé de Vauxclairs, 23 février 1767, Sens - 17 septembre 1842, Paris. Inspecteur divisionnaire du corps des ponts et chaussées. Chevalier de la légion d'honneur le 14 juin 1804 (25 prairial an XII), Officier de la Légion d'honneur le 5 août 1814, puis Commandeur de la Légion d'honneur le 12 juillet 1836. Titre de Chevalier de l'Empire par lettres patentes du 2 juillet 1808, confirmé par lettres patentes du 3 février 1816. D'azur, au chevron d'or accompagné en chef de deux molettes d'éperon d'argent ; au tiercé de gueules en pal chargé du signe des chevaliers et brochant sur le tout ; et pour livrées : les couleurs de l'écu.                                        |
|           | François Marie Cyprien Teullé (13 septembre 1769, Caumont (Tarn-et-Garonne) ✝ 20 novembre 1848, Caumont (Tarn-et-Garonne)), colonel du 12e de ligne, représentant à la Chambre des Cent-Jours, commandeur de la Légion d'honneur à la Bataille de la Moskowa, chevalier de l'Empire (28 mai 1809), baron de l'Empire, D'azur, au chevron accompagné en chef de deux épées et en pointe d'un lion, le tout d'argent à la bordure de gueules chargée au point du chef d'insigne des chevaliers légionnaires. |
|           | Jean-François Teyssère (originaire de Belgentier), colonel de voltigeurs, chevalier de l'Empire (28 novembre 1813), officier de la Légion d'honneur, D'or, à la bande de gueules, chargée du signe des chevaliers légionnaires, accompagnée en chef d'un cor de chasse d'azur embrassant une grenade de même, enflammée de gueules, et en pointe d'un lion de…, tenant une branche de laurier de sinople. |
|           | Pierre-Paul-Pascal Thanaron (originaire de Carcès), capitaine de frégate, chevalier de l'Empire (lettres patentes du 2 novembre 1810, renouvelées le 4 mai 1816), chevalier de la Légion d'honneur, Tiercé en fasce : d'azur à trois étoiles d'or, 1 et 2 ; de gueules au signe des chevaliers légionnaires; et d'or à trois cœurs d'azur, 2 et 1. |
|           | Jean-Joseph Thomas (originaire des Moustiers-Sainte-Marie), président de la Cour de justice criminelle des Basses-Alpes, conseiller à la Cour d'appel d'Aix-en-Provence, chevalier de l'Empire (lettres patentes du 28 janvier 1809), chevalier de la Légion d'honneur, Tiercé en bande, d'azur à une étoile d'argent ; de gueules au signe des chevaliers légionnaires; et d'hermine au badelaire d'or en pal et la pointe en haut. |
|           | Achille Tourteau de Septeuil (17 avril 1787, Paris – 12 juin 1861, Septeuil), aide de camp du maréchal Berthier, commandeur de la Légion d'honneur (18 mai 1840), médaillé de Sainte-Hélène (15 août 1857), chevalier de l'Empire (3 décembre 1809), comte de Septeuil (4 août 1827). Parti au premier coupé de sable et d'argent : le sable à deux lions passants d'or, l'argent à deux épées en sautoir d'azur, au deuxième d'azur à la tour crénelée de trois pièces d'or, sommée de deux colombes affrontées d'argent et surmontées de deux molettes en fasce d'or : le tout soutenu d'une champagne du tiers de l'écu de gueules au signe des chevaliers légionnaires.                                  |
|           | Joseph César Tripoul (14 février 1777 - Puget-sur-Argens ✝ 24 mars 1827 - Puget-sur-Argens), Chef d'escadron, officier d'état major (1807), Aide de camp du général Gazan, commandant la 2e division, Colonel (1809), chevalier de Reiran et de l'Empire (28 janvier 1809), officier de la Légion d'honneur, Coupé : au I d'or à quatre épées de sable, croisées en sautoir, deux et deux; au II d'argent à trois pins de sinople, terrassés de même; à la bordure d'azur chargée de dix coquilles d'or, et à la fasce de gueules brochant chargée du signe des chevaliers légionnaires. |

### V
| Armoiries | Nom du chevalier et blasonnement |
| --------- | --- |
|           | Pierre Joseph Vallée (18 décembre 1758 - Saint-Mihiel (Meuse) ✝ 3 octobre 1828 - Paris), Accusateur public près le tribunal de la Meuse (1794), Député de la Meuse au Conseil des Cinq-Cents (22 germinal an V : 11 avril 1797), Juge au tribunal de cassation (11 germinal an VIII : 1er avril 1800), Conseiller à la cour de cassation (Restauration française), Député de la Meuse à la Chambre (20 septembre 1817 - 1821), chevalier de l'Empire (26 avril 1808), chevalier de la Légion d'honneur (12 prairial an XII (1er juin 1804), D'argent, à la bande de gueules, du tiers l'écu (chargée du signe des Chevaliers-Légionnaires), acc. en chef de trois étoiles d'azur rangées en demi-orle, et en pointe d'un rocher de sable mouvant de la pointe. Toque. |
|           | Louis-Nicolas Vauquelin (16 mai 1763 - Saint-André-d'Hébertot ✝ 14 novembre 1829 - Saint-André-d'Hébertot), chimiste, membre de l'Institut de France, professeur au Collège de France, député (1824), chevalier Vauquelin et de l'Empire (1er avril 1809), Tiercé en fasce : au I, d'azur à deux creusets d'or ; au II, de gueules à l'insigne des chevaliers légionnaires ; au III, de sinople à un creuset d'or., |
|           | Vergez, médecin en chef des pages des maisons impériales d'Ecouen, de Saint-Denis, chevalier de l'Empire (9 octobre 1813), Parti d'argent et d'or, coupé d'azur; l'argent, à la jambe de carnation coupée au-dessus du genou; l'or, au serpent se mordant la queue en cercle, de sinople ; l'azur, au canon sur son affût contourné d'argent, flanqué de deux piles de boulets du même, celle à dextre de trois, celle à senestre de six, le tout soutenu de sinople; fascé de gueules du tiers de l'écu, brochant sur le tout, chargée du signe des chevaliers légionnaires. |
|           | Claude Joseph François Veyron-Lacroix (22 novembre 1766 - Saint-Étienne-de-Saint-Geoirs ✝ 3 janvier 1839 - Grenoble), ancien colonel, sous-inspecteur aux revues, ancien membre du conseil général de l'Isère, conseiller de préfecture, chevalier de l'Empire, chevalier de la Légion d'honneur et Chevalier de Saint-Louis, Parti : au 1 d'azur à la croix alésée d'argent, soutenue d'une molette d'or, au 2 de sable au dextrochère armé d'or, mouvant de senestre, et tenant une épée haute d'argent, à la bordure de gueules chargée du signe des chevaliers légionnaires. |
|           | Pierre Vignon (10 novembre 1736 - Neuilly (Seine) ✝ 7 février 1823 - Paris), Juge consulaire (sous l'Ancien Régime), Député du tiers état aux États généraux (13 mai 1789), Président du tribunal de commerce de Paris (sous le Premier Empire), Président de la commission chargée de la rédaction d'un projet de Code de commerce (1803), Adjoint au maire du Xe arrondissement de Paris (18 ventôse an VIII), chevalier de l'Empire (lettres patentes du 21 décembre 1808), officier de la Légion d'honneur (1808), D'azur, à la fasce de gueules chargée du signe des chevaliers légionnaires, accompagnée en chef d'un vaisseau d'or et en pointe d'une balance de même.,                                                                                        |
|           | Étienne Vincent-Marniola (°6 novembre 1781 - Lyon † 13 octobre 1809), préfet du Pô, chevalier Vincent-Marniola et de l'Empire (titre de chevalier de l'Empire, accordé à la suite du décret du 11 juillet 1807 le nommant membre de la Légion d'honneur, lettres patentes du 5 octobre 1808 (Erfurt)), D'argent, à la bande de gueules, au signe des chevaliers, accompagnée à sénestre de deux grappes de raisin au naturel surmonté d'un soleil plein d'azur et adextré d'une tour crénelée et ouverte d'azur, maçonnée de sable. |
|           | Ennius-Quirinus ou Ennio Quirino Visconti (30 octobre 1751, à Rome ✝ 7 février 1818, à Paris), archéologue d'origine italienne, premier conservateur des antiques et tableaux du Musée du Louvre (1803), camérier d'honneur du Pape (1771), chevalier de l'Empire le 2 juillet 1808, marquis sous la Restauration française (retour d'un titre ancien), chevalier de la Légion d'honneur, chevalier de l'ordre de la Réunion, Tiercé en bande, d'argent, de gueules et de sable. L'argent, à la guivre de sinople engoulant un enfant de gueules. Le gueules, au signe des chevaliers légionnaires. Le sable, au sphynx ailé d'argent tenant une roue d'or. |

### W
| Armoiries | Nom du chevalier et blasonnement |
| --------- | --- |
|           | Jean-Étienne Werbrouck (24 avril 1750 - Anvers (Pays-Bas autrichiens) ✝ 16 décembre 1813 - Douai (Nord), Bourgmestres d'Anvers (1801- 1811), chevalier de l'Empire (5 août 1809), chevalier de la Légion d'honneur (16 octobre 1803). De gueules au lion d'or et à l'orle du même ; à la bordure de gueules chargé du signe des chevaliers. |
|           | Johann Jakob von Wittgenstein (24 février 1754 - Cologne (Électorat de Cologne) ✝ 15 mars 1823 - Cologne (Province de Rhénanie), Bourgmestre de Cologne (1803- 1814), chevalier de l'Empire (18 juillet 1803), chevalier de la Légion d'honneur (16 octobre 1803).                                                                          |

### Z
| Armoiries | Nom du chevalier et blasonnement |
| --------- | --- |
|           | Joseph Zangiacomi (Nancy, 19 mars 1766 - Paris, 12 janvier 1846), juge puis conseiller à la Cour de cassation, chevalier Zangiacomi et de l'Empire (à la suite du décret le nommant membre de la Légion d'honneur en date du 25 prairial an XII, lettres patentes signées à Bayonne le 26 avril 1808), baron Zangiacomi et de l'Empire (décret du 15 août 1810, lettres patentes signées à Fontainebleau le 27 septembre 1810), grand officier de la Légion d'honneur (1843), D'argent, à mouchetures d'hermines, à la champagne de gueules chargée de l'étoile de la Légion d'honneur en date, surmonté d'une branche d'olivier de sinople.                   |
|           | Ange Zondadari-Chigi (né le 20 mai 1773 à Sienne), adjoint au maire de Sienne, chevalier de l'Empire (lettres patentes du 15 septembre 1811 (Compiègne) : titre de chevalier accordé à la suite du décret du 15 janvier 1810 le nommant membre de la Légion d'honneur), chambellan de S.A.I. et R. le grand-duc de Toscane, à Sienne. Parti, au premier d'azur à l'arbre à deux branches feuillées d'or formant le pairle ; au deuxième de gueules au rocher à six coupeaux d'or, surmonté d'une étoile du même ; le tout soutenu d'une champagne du tiers de l'écu de gueules chargé du signe des chevaliers légionnaires. - Livrées : les couleurs de l'écu. |

## LesChevaliers non légionnaires
| Armoiries | Nom du chevalier et blasonnement |
| --------- | --- |
|           | Jean Albisson (31 janvier 1732 – 22 janvier 1810), avocat et jurisconsulte, chevalier de l'Empire (11 août 1808) D'argent au chevron échiqueté de trois tires d'or et d'azur, senestré d'un tiers de gueules au signe des chevaliers non légionnaires. |
|           | Charles-Louis Cadet de Gassicourt (23 janvier 1769 – 21 novembre 1821), pharmacien ordinaire de l'empereur, membre du conseil de salubrité de Paris, etc., chevalier de l'Empire (15 juillet 1810) D'argent, au palmier terrassé de sinople, fruité d'or, adextré et senestré d'un rejeton aussi de sinople, celui de senestre plus élevé; champagne de gueules du tiers de l'écu, chargée du signe des chevaliers non légionnaires, qui est un annelet d'argent. |
|           | Gorse, Chirurgien-major du 2e Régiment de dragons de la Garde impériale, puis du 1er Régiment de cuirassiers, chevalier de la Légion d'honneur (14 avril 1807), ancien chirurgien en chef en Hollande, Tiercé en fasce : au I, de pourpre au caducé d'or ; au II, de gueules à l'insigne des chevaliers non-légionnaires ; au III, de sinople au dragon ailé et passant d'or. |
|           | Antoine Alexandre Julienne de Bélair (3 juin 1775 - Paris ✝ 2 juin - Saint-Mandé), Colonel du 8e régiment d'infanterie légère (20 juin 1809), Colonel du 24e régiment d'infanterie légère (8 décembre 1810), Général de brigade (26 février 1813), grand officier de la Légion d'honneur (9 novembre 1813), Chevalier de Saint-Louis (11 octobre 1814), - - Armes de chevalier de l'Empire : Tiercé en fasce : au I, de sable à une tulipe (ou julienne des dames) fleurie d'argent, tigée de sinople, versée à dextre ; au II, de gueules à l'insigne des chevaliers non-légionnaires ; au III, d'azur à une tour d'argent ouverte de sable sur un rocher au naturel. Armes parlantes. (Julienne⇔julienne des dames). |
|           | Antoine Vareliaud (1776 ✝ 1840), Chirurgien des armées, médecin attaché à l'Impératrice Marie-Louise, chirurgien de l'Empereur, chevalier de l'Empire (16 juillet 1810), Tiercé en pal, de sinople, d'or et de gueules; le sinople à trois chevrons d'argent ; l'or plein ; le gueules au signe des chevaliers non légionnaires, qui est un annelet d'argent. |

## Chevaliers de l'ordre de la Réunion
On dénombre précisément 49 chevaliers créés en 1813-1814 dans l'ordre de la Réunion.
| Armoiries | Nom du chevalier et blasonnement |
| --------- | --- |
|           | Dominique Azuni (3 août 1749, Sassari – 23 janvier 1827, Cagliari), juriste et magistrat sarde, sénateur de Savoie, juge au tribunal de commerce et maritime de Nice (1782), président du tribunal d'appel de Gênes (1807-1814), député de Gênes au Corps législatif (3 octobre 1808), vice-intendant de Nice, sénateur d'Italie, juge et magistrat suprême du consulat de Cagliari (1815), président de la bibliothèque de l'université royale de cette ville (1815), chevalier de l'Empire (19 juin 1813), légionnaire (1813), chevalier de l'ordre de la Réunion (1813). Coupé, au un, d'argent au phénix essorant de sable ; au deux, d'azur au sautoir d'or accompagné d'une étoile à huit rais du même, posée au deuxième point en chef. Bordure d'azur du tiers de l'écu, chargée, au deuxième point en chef, du signe des chevaliers de l'ordre impérial de la Réunion, qui est une étoile à douze rayons d'or. |
|           | Jean-François Barailon (12 janvier 1743 - Chambon-sur-Voueize ✝ 14 mars 1816 - Chambon-sur-Voueize), docteur en médecine (avant 1789), juge de paix (1790), député du département de la Creuse à la Convention nationale (5 septembre 1792), député de la Creuse au conseil des Cinq-Cents (an IV, an VII), président du Corps législatif (du 7 au 22 décembre 1801), substitut du procureur impérial à Chambon (1806), puis procureur impérial au même tribunal, président du collège électoral de la Creuse (Cent-Jours), chevalier de l'ordre de la Réunion (21 février 1814), Parti, au 1, de gueules chargé en abîme d'un E d'argent surmonté d'un filet alaisé mis en fasce du même, et accompagné de six palmes au naturel (sinople) posées en orle; au 2, d'azur à la verge de sable, accolée d'un serpent d'or (bâton d'Esculape); champagne d'azur du tiers de l'écu, brochant sur le parti et chargée du signe des chevaliers de l'Ordre impérial de la Réunion, qui est une étoile à douze rayons d'or., |
|           | Vincent Barel de Saint-Alban, membre du collège électoral du Pô, chevalier de l'ordre de la Réunion (3 août 1813). Parti : au premier d'argent, à la tour de gueules ouverte, ajourée et maçonnée de sable, adextrée d'une étoile à six rais et senestrée d'un fer de lance du même, soutenue d'une fasce ondée et abaissée d'azur ; au second d'azur, chargé en pointe d'un chevalier armé à l'antique, monté sur un cheval passant, soutenu d'une terrasse, le tout au naturel, le chevalier tenant de la dextre et appuyée en barre sur l'épaule une bannière de gueules bâtonnée de sable, et en chef un globe d'or cerclé et croiseté d'argent ; à la champagne d'azur au signe des chevaliers de l'ordre impérial de la Réunion. |
|           | Willem Philip Barnaart (1781 ✝ 1851) bourgmestre de la ville de (nl) Haarlem, (département du Zuyderzée), chevalier de l'ordre de la Réunion (25 novembre 1813), - Tiercé en fasce, au 1, échiqueté d'argent et de sinople; au 2, d'azur chargé du signe des chevaliers de l'Ordre impérial de la Réunion; au 3, de gueules au lion rampant contourné d'or. - Armes modernes (27 septembre 1817) : Écartelé, aux 1 et 4 échiqueté de sinople et d'argent de quatre tires ; aux 2 et 3 de gueules au lion contourné d'or. Cimiers et supports : deux lions. Lambrequins : d'or et de gueules. |
|           | Lazare-Nicolas Boudin de Vesvres (5 décembre 1759 - Avallon (Yonne) ✝ 25 février 1828 - Paris), inspecteur puis inspecteur général de messagerie, administrateur général des postes et messagerie, inspecteur général et membre du conseil d’administration des postes aux chevaux, commissaire général pour le service des postes, près du quartier général impérial et de l’État-major général (lors des campagnes de Prusse et de Pologne (1806), de Moscou et de Dresde), membre du collège électoral du département de l'Yonne, président du canton d'Avallon, chevalier de l'Empire (lettres patentes du 16 juin 1813), chevalier de la Légion d'honneur (ordonnance du 19 août 1814), chevalier de l'ordre de la Réunion (décret impérial signé en 1812 et lettres patentes du 16 juin 1813), De gueules au guerrier à cheval galopant, contourné et perçant d'une lance un dragon, le tout d'argent, soutenu d'une terrasse du même; champagne d'azur du tiers de l'écu, chargée du signe des chevaliers de l'Ordre impérial de la Réunion, qui est une étoile à douze rais d'or., |
|           | Claude Sébastien Bourguignon-Dumolard (21 mars 1760 - Vif (Isère) ✝ 22 avril 1829 - Paris), secrétaire général du comité de sûreté générale (9 Thermidor an II), chef de division au ministère de l'Intérieur, secrétaire général à celui de la Justice, commissaire du Directoire près le Tribunal civil de Paris puis près la Cour de cassation, Ministre de la police générale, juge au tribunal criminel de Paris et membre au conseil d'administration des droits réunis, substitut du procureur général impérial de la Haute Cour, conseiller à la cour impériale de Paris, chevalier de l'ordre de la Réunion ] (19 juin 1813), De sable au rocher d'or, mouvant d'une mer agitée de sinople, ondée d'argent ; bordure d'azur du tiers de l'écu, chargée au deuxième point en chef du signe des chevaliers de l'Ordre impérial de la Réunion, qui est une étoile à douze rais d'or. |
|           | Noël Barthélemy Boutet de Monvel (4 septembre 1768 - Marseille ✝ 1847 - Orléans),, commis au ministère de la Justice (1789, sur la recommandation de son père), chef-adjoint du bureau particulier de Cambacérès (1799), avant d’en faire son secrétaire particulier de Cambacérès, Secrétaire des commandements de S.A.S Monseigneur le Prince Archichancelier de l'Empire, plus particulièrement chargé des affaires administratives et politiques, chevalier de l'ordre de la Réunion (11 septembre 1813), Parti, de gueules et d'azur ; le gueules, à 3 croissants d'argent; l'azur, à 3 chevrons alaisés (étais) d'or, posés 2, 1 ; champagne d'azur du tiers de l'écu, brochant sur le parti, chargée du signe des chevaliers de l'Ordre impérial de la Réunion, qui est une étoile à douze rais d'or. |
|           | Gilbert Bruys de Charly (15 septembre 1744 - Mazille (Saône-et-Loire) ✝ 6 août 1827 - Mazille), Avocat au Parlement de Bourgogne, Conseiller général du canton de Mazille (1er juin 1800), Président du conseil général de Saône-et-Loire (1803-1810), Député de Saône-et-Loire au Corps législatif (9 août 1810-1814), chevalier Bruys de Charly et de l'Empire (lettres patentes du 11 décembre 1813, confirmé par Louis XVIII en 1815), officier de la Légion d'honneur (1814), chevalier de l'ordre de la Réunion (1813), D'argent au chevron d'azur chargé au sommet du signe distinctif des chevaliers de l'Ordre impérial de la Réunion, qui est une étoile à douze rais d'or. |
|           | Pierre de Bye (11 décembre 1766, La Haye – 19 décembre 1836, La Haye), magistrat néerlandais, juge à la Cour impériale d'Utrecht (1804-1806), avocat-fiscal (1806-1811), conseiller près la Cour de cassation (1811-1813), conseiller d'État (1827-1836), chevalier de l'Empire (1813), chevalier de l'ordre de la Réunion (1813). D'or à la fasce contre-bretessée de sable ; au chevron d'azur chargé du signe des chevaliers de l'ordre impérial de la Réunion, brochant sur le tout. |
|           | Bernard de Carrié-Cancé d'Entraygues, sous-préfet de l'arrondissement d'Espalion (Aveyron), et membre du collège électoral de ce département, chevalier de l'ordre de la Réunion (11 septembre 1813), Parti, le 1, coupé d'azur et d'or, l'azur au croissant d'argent, entre deux étoiles du même, l'or au lion passant de sable; le 2, d'azur à deux branches, l'une de chêne à dextre, l'autre d'olivier à sénestre, passées en sautoir, d'argent; bordure d'azur du tiers de l'écu chargée du signe des chevaliers de l'Ordre impérial de la Réunion, posé en deuxième point en chef. |
|           | Amico de Castellalfieri, chambellan de la princesse Pauline, chevalier de l'ordre de la Réunion (13 mai 1813), Parti, au 1, d'argent à 3 corbeaux de sable, 2 et 1, au comble d'azur chargé d'un annelet d'argent, sommé d'une foi du même ; au 2, coupé: le 1, écartelé aux 1 et 4, losangé d'azur et d'or ; aux 2 et 3, de gueules plein ; le second, recoupé d'azur et d'argent. Champagne d'azur du tiers de l'écu, brochant sur le parti, chargée du signe des chevaliers de l'Ordre impérial de la Réunion, qui est une étoile à douze rais d'or. |
|           | René Ferdinand Chaubry (27 avril 1747 ✝ 18 octobre 1834), ingénieur en chef et inspecteur divisionnaire des ponts et chaussées au Havre de 1783 à 1785, mit en place en 1777 le pont en bois qui permit à la route de Nantes à Paris de franchir l'Huisne, Président du Conseil des Princes établi en 1794 au Mans, surveilla les travaux du port de Dieppe, chevalier de l'ordre de la Réunion (14 août 1813), D'argent à la fasce d'azur chargée du signe des chevaliers de l'Ordre impérial de la Réunion, accompagnée de trois pommes de pin de sable, 2 en chef, 1 en pointe. |
|           | Jean-Baptiste-Marie-Victor Chebrou de Lespinats (25 mars 1773 - Niort ✝ 13 mars 1837 - Château de Queray, Saint-Gelais), Chevalier (Lettres d'anoblissement de mai 1736), officier à la suite dans un régiment de dragons, lieutenant de la Garde constitutionnelle du Roi Louis XVI, inspecteur local des haras des Deux-Sèvres (1801), premier chef du dépôt de Saint-Maixent (1806), membre du collège électoral du département des Deux-Sèvres, inspecteur général des Haras (1825-1830), chevalier de l'Empire (Lettres patentes du 19 juin 1813), chevalier de l'ordre de la Réunion (19 juin 1813), Chevalier de l'Ordre royal et militaire de Saint-Louis (1814), Parti, au 1, de pourpre au cerf grimpant d'argent ; au 2, d'azur au lion d'argent lampassé d'or, tenant de la dextre un sabre du même ; le tout soutenu d'une champagne d'azur du tiers de l'écu, chargée du signe des chevaliers de l'Ordre impérial de la Réunion. |
|           | Jacques Pierre Aimable Chrestien de Fumechon (12 mai 1757 - Thibouville (Eure) ✝ 14 décembre 1841 - Rouen), Conseiller au Parlement de Rouen (avant la Révolution française), Juge de paix (sous la Révolution, le Directoire et le Consulat), Conseiller à Cour de Rouen (1811), Président de chambre (Restauration française), Député du 2e arrondissement de l'Eure (Pont-Audemer) (25 février 1824 - 1827), Président honoraire de chambre (Monarchie de Juillet), chevalier Chrestien de Fumechon et de l'Empire (19 juin 1813), officier de la Légion d'honneur (Monarchie de Juillet), chevalier de l'ordre de la Réunion (19 juin 1813), - Armes sous l'Ancien Régime : D'azur, au griffon rampant d'argent tenant entre ses pattes une molette d'or. - Armes sous le Premier Empire : Parti, au 1, d'azur au griffon grimpant d'argent, tenant entre ses deux pattes de devant une molette d'éperon d'or; au 2, de gueules à deux dextrochères d'or, tenant chacun un sabre haut du même, mouvant l'un du flanc dextre, l'autre du flanc sénestre, et accompagnés de 3 besants d'argent, 2, 1, au comble d'or; le tout soutenu d'une terrasse du même et contre-soutenu d'une champagne d'azur chargée du signe des chevaliers de l'Ordre impérial de la Réunion. |
|           | Civalieri de Mazio, membre de la députation d'Alexandrie chevalier de l'ordre de la Réunion (22 mars 1814), Parti, au 1, écartelé : les 1 et 4, d'or à trois pals de gueules; les 2 et 3, d'azur à la colombe d'argent, au comble d'or chargé d'un vol ouvert de sable; au 2, d'azur à la croix fleuronnée et vidée d'argent; champagne d'azur, brochant sur le parti, chargée du signe des chevaliers de l'Ordre impérial de la Réunion. |
|           | Charles-Louis Clément (25 septembre 1768 - Besançon ✝ 9 novembre 1857 - Paris), Inspecteur des douanes (1788), Capitaine dans l'Armée du Rhin (1793), Expéditionnaire, chef de bureau, puis chef de division au ministère de l'Intérieur (1794-1810), député du Doubs au Corps législatif (10 août 1810-1814)), député du Doubs à la Chambre, Représentant à la Chambre des Cent-Jours (12 mai 1815 - 1815), conseiller général du département du Doubs (Monarchie de Juillet), chevalier de l'Empire (17 juin 1813), officier de la Légion d'honneur (Monarchie de Juillet), chevalier de l'ordre de la Réunion (19 juin 1813), Parti, d'azur et d'or ; l'azur à la montagne d'argent sommée d'une colombe du même, tenant en son bec une branche d'olivier de sinople ; l'or, au croissant d'azur sommé d'une branche à cinq feuilles de sinople ; champagne d'azur, brochant sur le parti, chargé du signe des chevaliers de l'Ordre impérial de la Réunion. |
|           | Eustache Étienne Marie Pierre Marc Antoine Courtin (1769 - Saint-Pierre-sur-Dives ✝ 22 février 1839 - Garches), Avocat au barreau de Paris (1802), substitut du procureur général près de la cour criminelle du département de la Seine (1803), avocat général à la cour impériale de Paris (1811), Procureur impérial près le tribunal civil (1811-1815), Préfet de police de Paris (2 juillet 1815 - 9 juillet 1815 (Cent-Jours), Procureur près le tribunal de première instance (9 juillet 1815 - 24 juillet 1815), Avocat (1818), chevalier de l'Empire (juin 1813), chevalier de la Légion d'honneur (1819), chevalier de l'ordre de la Réunion (19 juin 1813), D'or mantelé d'hermines, au chevron d'azur brochant sur le tout, chargé du signe des chevaliers de l'Ordre impérial de la Réunion, surmonté au deuxième point en chef d'une étoile d'azur, accompagné à dextre d'un coq d'or crêté et barbé de gueules, à sénestre d'un chien passant de sable colleté d'argent, et en pointe d'une colonne d'azur accolée d'un serpent de sinople et soutenue d'une épée en fasce, la pointe à sénestre, d'azur. |
|           | Claude Deschamps (1765 - Vertus ✝ 1843 - Bordeaux), Ingénieur des Ponts et chaussées (1787), Ingénieur en chef des Ponts et Chaussées (1803), Inspecteur divisionnaire des Ponts et Chaussées (1810), chevalier de l'Empire (juin 1813), chevalier de la Légion d'honneur, chevalier de l'ordre de la Réunion (19 juin 1813), Parti d'or et d'azur; l'or au pin de sinople terrassé du même, le fût chargé d'une équerre de sable et surchargé d'un compas ouvert d'argent; l'azur, à l'ancre d'or accompagnée de trois étoiles d'argent, 2 en chef, 1 en pointe; champagne d'azur, brochant sur le parti, chargée du signe des chevaliers de l'Ordre impérial de la Réunion., |
|           | Dibletz, capitaine de frégate, chevalier de l'ordre de la Réunion (11 septembre 1813), De gueules à trois besants d'argent ; champagne d'azur au signe des chevaliers de l'Ordre impérial de la Réunion. |
|           | Abraham van Doorn van der Boede (17 juin 1760 - Essequibo (Guyana) ✝ 31 mai 1814 - Flessingue, royaume des Pays-Bas), Docteur en droit à Utrecht, Conseiller d'État, Bourgmestre de Flessingue (jusqu'en 1795), Membre du comité de la Marine (1796-1797), Préfet de la province de Zélande (royaume de Hollande, 1807), Conseiller d'État en service extraordinaire (1810), Député des Bouches-de-l'Escaut Corps législatif (19 février 1811-1814), chevalier de l'Empire (16 mai 1813), chevalier de l'ordre de la Réunion (16 mai 1813), D'or, à trois branches de corail au naturel, soutenues de sinople ; champagne d'azur du tiers de l'écu, chargée du signe des chevaliers de l'Ordre impérial de la Réunion. |
|           | Farjon, conseiller en la cour impériale de Montpellier, chevalier de l'ordre de la Réunion (9 octobre 1813), Tranché de sable et d'argent ; à la fasce d'azur, brochant sur le tout, chargée du signe des chevaliers de l'Ordre impérial de la Réunion. |
|           | Christian Anton Joseph Pierre Jean, comte Gabaléon de Salmour (22 février 1755 - Turin † 5 avril 1831 - Rome), ministre plénipotentiaire du roi de Saxe près du Directoire, député du département du Pô au Corps législatif (1813-1814), gouverneur de la Savoie (jusqu'au 18 juillet 1830), chevalier de l'Empire (19 juin 1811), Grand-cordon des Ordres de Pologne, chevalier de l'ordre de la Réunion (19 juin 1811). - Armes du comte Gabaléon de Salmour : D'azur, au lion d'or armé et lampassé de gueules, au chef chargé d'un coq de gueules adextré d'une rose du même et sénestré d'un chardon au naturel. - Armes de chevalier de l'Empire : Tiercé en fasce, savoir : le 1, parti d'argent et d'azur : l'argent chargé d'un coq de gueules adextré d'une rose et sénestré d'un chardon au naturel ; l'azur, au lion d'or armé et lampassé de gueules ; le 2, d'or chargé à dextre d'un vol ouvert de sable, à sénestre d'une tête de bœuf en rencontre aussi de sable, traversée en bande d'une épée d'argent, la pointe en bas (Łubieński) ; le 3, d'azur chargé du signe des chevaliers de l'Ordre impérial de la Réunion. |
|           | Genêt, membre du collège électoral du département des Deux-Sèvres, chevalier de l'ordre de la Réunion (16 mai 1813), D'argent au chevron d'azur chargé du signe des chevaliers de l'Ordre impérial de la Réunion, accompagnée en chef de deux étoiles de gueules et en pointe d'un genêt de sinople, mouvant de la pointe. |
|           | Pierre-Simon Girard (4 novembre 1765 - Caen † 21 novembre 1835 - Paris), ingénieur et physicien français, membre de la Commission des sciences et des arts, Directeur du canal de la Somme, inspecteur divisionnaire des Ponts et chaussées (Cent-Jours), directeur de la Société des eaux de Paris, membre de l'Académie des sciences (1815) et de la Société philomathique de Paris, chevalier de l'ordre de la Réunion (3 juillet 1813). D'argent à la fasce d'azur chargée du signe des chevaliers de l'Ordre impérial de la Réunion, accompagnée en chef du signe du verseau d'azur, et en pointe de la lionne égyptienne posée comme le sphynx, de sable. |
|           | Claude (II) Hardouin (16 décembre 1738, à Joigny - 16 août 1822), fils de Claude Hardouin († 1er février 1763), sieur de la Reynerie, avocat en parlement, et de Louise Lequeux ; conseiller en la cour impériale de Paris, chevalier de l'ordre de la Réunion (9 octobre 1813), De gueules, au cygne d'argent soutenu d'une rivière du même, et surmonté d'un croissant flanqué de deux étoiles aussi d'argent, une à dextre, l'autre à sénestre; champagne d'azur chargée du signe des chevaliers de l'ordre impérial de la Réunion. |
|           | Paulus van der Heim (8 février 1753, Bruxelles - 6 avril 1823, La Haye), secrétaire de l'amirauté de Rotterdam (1772-1795), directeur général hollandais des Indes orientales (nl) et hollandais du Commerce (1806), ministre hollandais des Indes orientales et hollandais du Commerce (1806-1807), ministre hollandais de la Marine et des colonies (1808-1811), ministre hollandais par intérim des Affaires étrangères (1810), préfet maritime de l'arrondissement de Hollande (1811), président des États généraux du royaume uni des Pays-Bas (1814-1815), président de la Première Chambre des États généraux (1815-1823), mécène et administrateur de la Société batave pour l'Expérimentation philosophique (1786-1795), jonkheer (16 octobre 1815), commandeur (1807) puis grand-croix de l'ordre de l'Union (1808), grand-croix de l'ordre de la Réunion (1812), chevalier de l'ordre du Lion néerlandais, D'or, à trois loups ravissants de gueules, 2, l ; bordure d'azur du tiers de l'écu chargée, au deuxième point en chef, du signe distinctif des chevaliers de l'ordre impérial de la Réunion. |
|           | Adrien Van Helden, général de brigade, chevalier de l'Empire et de l'ordre de la Réunion (9 octobre 1813), Parti de sinople et d'or ; le sinople, à trois têtes de lion d'or arrachées de gueules ; l'or, à quatre fasces ondées de gueules ; champagne d'azur, brochant sur le parti, chargée du signe des chevaliers de l'ordre impérial de la Réunion. |
|           | François Jacques Jean Henry Hoin, (7 juin 1786 - Dijon ✝ 1813 - Anvers, inhumé dans le cimetière « Les Péjoces », Dijon), Docteur en médecine, chirurgien-aide-major des grenadiers de la Garde Impériale, chevalier de l'Empire et chevalier de l'ordre de la Réunion (lettres patentes du 14 août 1813), D'or, au pal d'azur chargé du signe des chevaliers de l'Ordre impérial de la Réunion, adextré d'une verge de sable accolée d'un serpent de sinople, et senestré d'un sabre en pal de sable, surmonté d'une grenade de gueules., |
|           | Hue de la Blanche, premier secrétaire d'ambassade près de la cour de Vienne, chevalier de l'ordre de la Réunion (2 octobre 1813). De gueules, parti d'un trait de sable, chargé au 1, d'un cœur d'or accompagné de trois molettes du même, deux en chef, une en pointe; au 2, de trois écussons d'or, 2, 1 ; bordure d'azur, du tiers de l'écu, chargée au deuxième point en chef du signe des chevaliers de l'Ordre impérial de la Réunion. |
|           | Jean-Joseph-Joachim Janod (22 mars 1761 - Clairvaux (Jura) ✝ 26 mai 1836 - Paris), Avocat à Besançon (1786), Député du Jura au Conseil des Cinq-Cents (23 germinal an V, réélu le 25 germinal an VII), Juge au tribunal de première instance du département de la Seine (1804), Député du Jura au Corps législatif (4 nivôse an VIII, confirmé le 2 mai 1809), Député du Jura à la Chambre (1814-1815), Vice-président du tribunal de première instance de la Seine (1814), chevalier de l'Empire (3 juillet 1813), officier de la Légion d'honneur (17 mars 1815), chevalier de l'ordre de la Réunion (3 juillet 1813), Tiercé en fasce : au 1, d'hermines plein ; au 2, d'azur chargé du signe des chevaliers de l'Ordre impérial de la Réunion ; au 3, d'or à la branche d'olivier en bande de sinople chargée d'une épée en bande de gueules. |
|           | Benjamin François Ladouespe Dufougerais (9 décembre 1766 - Bordeaux ✝ 2 septembre 1821 - Paris), Directeur général adjoint de la caisse d'amortissement (Premier Empire), Membre du conseil du ministre des manufactures et du commerce, Député de la Vendée au Corps législatif (4 mai 1811–1814), Député de la Vendée à la Chambre des députés (22 août 1815 - 1818), chevalier de l'Empire (3 juillet 1813), baron Dufougerais (16 juin 1818), chevalier de l'ordre de la Réunion (3 juillet 1813), - Armes des La Douëpe du Fougerais sous l'Ancien Régime : De gueules, à quatre clous d'argent, appointés en sautoir. ; - Armes de chevalier de l'Empire : D'azur, au croissant d'argent, surmonté d'une étoile du même, et soutenu de cinq besants, 3 et 2 d'or, à l'orle du même ; bordure d'azur du tiers de l'écu chargée du signe des chevaliers de l'Ordre impérial de la Réunion, au deuxième point en chef. |
|           | Jean-Olivier Lavollée (né en 1776), expéditionnaire au bureau du ministre Lambrechts, secrétaire particulier de Cambacérès (1799), Secrétaire des commandements de S.A.S Monseigneur le Prince Archichancelier de l'Empire, plus particulièrement chargé des affaires maçonniques et privées (relatives à la fortune de Cambacérès), chevalier de l'Empire et de l'ordre de la Réunion (11 septembre 1813), D'or, au sautoir échiqueté d'argent et de sable, accompagné en chef et en flancs d'une quintefeuille de gueules, et en pointe d'un lévrier passant de sable; le tout soutenu d'une champagne d'azur du tiers de l'écu, chargée du signe des chevaliers de l'Ordre impérial de la Réunion. |
|           | Charles Leclère, membre du collège électoral du département de la Corrèze, chevalier de l'Empire et de l'ordre de La Réunion (3 juillet 1813), D'azur, au soleil rayonnant d'argent, surmonté d'une croix tréflée du même, soutenu d'un triangle d'or, contre-soutenu d'une champagne d'azur chargée du signe des chevaliers de l'Ordre impérial de la Réunion. |
|           | Lefebvre, administrateur des hospices civils et militaires de Blois, receveur du département de Loir-et-Cher, chevalier de l'Empire et chevalier de l'ordre de la Réunion (19 juin 1813), D'azur, au pélican dans son aire, entouré de huit petits, d'or; soutenu d'une champagne d'azur du tiers de l'écu, au signe des chevaliers de l'Ordre impérial de la Réunion. |
|           | Antoine Joseph Lemarchant de Gomicourt (13 février 1763 – Albert (Somme) ✝ 23 mai 1827 - Paris), Député de la Somme au Conseil des Cinq-Cents (18 octobre 1795), Maire d'Albert (1800), Député de la Somme au Corps législatif (4 mai 1811), Député de la Somme à la Chambre introuvable (22 août 1815, réélu les 4 octobre 1815 et 13 novembre 1820), chevalier de l'Empirechevalier Lemarchant de Gomicourt et de l'Empire (lettres patentes du 21 février 1814), anobli par lettres de noblesse (première Restauration), chevalier de l'ordre de la Réunion (21 février 1814), officier de la Légion d'honneur (11 novembre 1814), De sable, au vaisseau à trois mâts d'argent, soutenu d'une mer de sinople; bordure d'azur du tiers de l'écu, chargée au deuxième point en chef du signe des chevaliers de l'Ordre impérial de la Réunion. |
|           | Alexis Louis Marie de Lespinay (24 août 1752 - Chantonnay ✝ 15 février 1837 - Poitiers), fut un homme politique français du XIXe siècle, Capitaine au Régiment du Roi-Infanterie, Député de la Vendée au Corps législatif (4 mai 1811), Conseiller général (Restauration), Député de la Vendée à la Chambre, chevalier du Pally et de l'Empire (21 février 1814), marquis de Lespinay, baron des Essarts, de Sainte-Cécile, Chantonnay, Puybelliard, Sigournais, etc. Chevalier de Saint-Louis, chevalier de l'ordre de la Réunion (21 février 1814), officier de la Légion d'honneur (Restauration), - Armes des L'Espinay ou Lespinay : D'argent, à trois buissons d'épines de sinople. Devise: SEQUAMUR QUO FATA VOCANT,. ; Armes parlantes. (espinay⇔épines.). - Armes de chevalier de l'Empire : D'argent, à trois buissons d'épines de sinople, 2, 1 ; bordure d'azur du tiers de l'écu, chargée au deuxième point en chef du signe des chevaliers de l'Ordre impérial de la Réunion. |
|           | Lorin docteur en médecine, chevalier de l'Empire et de l'ordre de la Réunion (11 septembre 1813), D'azur, au rocher à six coupeaux d'or mouvant de la pointe, sommé de quatre lauriers de sinople fruités de sable, à l'orle d'or; bordure d'azur du tiers de l'écu, chargée au premier point en chef du signe des chevaliers de l'Ordre impérial de la Réunion., |
|           | Claude Étienne Martin d'André, (4 octobre 1748 - Marseille ✝ 23 mars 1827 - Paris, inhumé au cimetière du Père-Lachaise), armateur (sous l'Ancien Régime), négociant pour la Maison Martin fils d'André et Cie, Président du tribunal de commerce de Paris, Censeur de la Banque de France (IIIe siège : 17 octobre 1810 - 27 janvier 1825), membre du conseil du ministre des manufactures et du commerce, chevalier de l'Empire (12 janvier 1814), confirmé chevalier Martin d'André (confirmé par lettres patentes du 10 août 1816, à nouveau confirmé par ordonnance royale du 23 juillet 1817 et lettres patentes du 30 août 1817), chevalier de l'ordre de la Réunion (12 janvier 1814), chevalier de la Légion d'honneur, - Sous le Premier Empire : D'argent, au lion de gueules tenant de la dextre une balance du même, le tout soutenu d'une champagne d'azur au signe des chevaliers de l'Ordre impérial de la Réunion. - Sous la Restauration : Coupé : au I, d'argent au lion rampant de gueules, tenant de la patte dextre une balance de même ; au II, d'azur au chevron d'or. |
|           | Joseph-Jérôme Milliet sous-préfet de l'arrondissement de Thonon, département du Léman, chevalier de l'Empire et de l'ordre de la Réunion (10 janvier 1814), De sinople, au chevron cousu d'azur chargé du signe des chevaliers de l'Ordre impérial de la Réunion, accompagné de trois tiges de millet d'or. |
|           | Molini, grand-prévôt, président de la Cour prévôtale des douanes d'Alexandrie, chevalier de l'Empire et de l'ordre de la Réunion (10 janvier 1814), D'azur, à la roue de moulin d'or, à l'orle du même ; bordure d'azur du tiers de l'écu chargée au deuxième point en chef du signe des chevaliers de l'Ordre impérial de la Réunion. |
|           | Molinier de Montplanqua, avocat à la Cour de cassation, adjoint au maire du IXe arrondissement de Paris, maire du XIIe arrondissement de la ville de Paris (1812-1815), membre du collège électoral du département de la Seine, président de la société philanthropique (1844), Doyen des avocats au Conseil du roi, chevalier de l'Empire et de l'ordre de la Réunion (14 août 1813), chevalier de la Légion d'honneur (2 août 1814), De gueules, à la fasce cousue d'azur, chargée du signe des chevaliers de l'Ordre impérial de la Réunion, accompagnée en chef de deux besants d'argent, et en pointe d'une foi en fasce parée d'un nuage d'or. |
|           | François-Marie Monnier du Gazon (22 mars 1781, à Plombières-lès-Dijon - 29 septembre 1863, château de la Vieille-Ferté, La Ferté-Loupière), Directeur de la Police en Lituanie (1810), Chef de division à la Secrétairerie d’État, Conseiller général de l’Yonne, Maire de La Ferté-Loupière, chevalier de l'Empire (lettres patentes et décret impérial du 21 février 1814), baron de l'Empire (décret impérial du 4 juin 1815, confirmé par lettres patentes du 18 août 1842 ou 1845), chevalier de l'ordre de la Réunion (21 février 1814), officier de la Légion d'honneur (ordonnance du 19 août 1824, pour prendre rang à dater du 21 juin 1815), Chevalier de l'ordre de Malte, commandeur de l'Ordre de Saint-Stanislas, commandeur de l'Ordre de Charles III, commandeur de l'Ordre du Dannebrog, etc. Parti : au 1, d'azur à la bande d'or chargée d'une croix tréflée de sable, accompagnée de deux tourtereaux d'or; au 2, aussi d'azur à trois merlettes d'argent surmontées chacune d'une étoile d'or, au comble cousu de gueules brochant sur les deux étoiles placées en chef; le tout soutenu d'une champagne d'azur du tiers de l'écu, au signe des chevaliers de l'Ordre impérial de la Réunion.,                                                       |
|           | Jean-Baptiste-Antoine Nourrisson (21 novembre 1768 - Lyon ✝ 28 juillet 1855 - Besançon), Commissaire du gouvernement près le tribunal de Gray, Substitut du procureur impérial près la Cour impériale de Besançon (1811), Procureur impérial près la Cour criminelle du département du Doubs, membre du collège électoral de la Haute-Saône, député de la Haute-Saône (au Corps législatif (6 germinal an X - 1806), à la Chambre des représentants (Cent-Jours), à la Chambre des députés (Restauration) (20 novembre 1822 - 1824), chevalier de l'Empire (11 septembre 1813), chevalier de l'Ordre de la Réunion (11 septembre 1813), De gueules, au pélican d'or et sa piété du même, soutenu d'un tertre de sinople ; bordure d'azur du tiers de l'écu, chargée au deuxième point en chef du signe des chevaliers de l'Ordre impérial de la Réunion. |
|           | Pardessus, notaire à Blois, membre du collège électoral du département de Loir-et-Cher, adjoint au maire de Vineuil-lès-Blois, chevalier de l'ordre de la Réunion (19 juin 1813), Tiercé en fasce, au 1, de gueules, à la foi rebrassée d'argent; au 2, d'azur, au signe des chevaliers de l'Ordre impérial de la Réunion; au 3, parti de sinople à la gerbe d'or et d'or au caducée en barre de sinople. |
|           | Victor-Modeste Paroletti (12 février 1767 - Turin ✝ 15 décembre 1834 - Turin), juriste piémontais, secrétaire du gouvernement provisoire de la République piémontaise à Turin (1799), membre de la Consulta du Piémont (1800), député du département du Pô au Corps législatif (avril 1807 - fin 1811, 1813-1814), chevalier de l'Empire (11 septembre 1813), chevalier de l'ordre de la Réunion (11 septembre 1813), chevalier de la Légion d'honneur, chevalier de l'ordre de Saint-Maurice et Saint-Lazare, Parti: au 1, d'argent, au palmier de sinople terrassé de sable, surmonté d'un comble d'azur, chargé de deux étoiles à six rais d'or; au 2, de gueules, à une église d'or soutenue du même; champagne d'azur, brochant sur le parti, chargée du signe des chevaliers de l'Ordre impérial de la Réunion. |
|           | François Ruphy de Menthon de Lornay (né le 9 septembre 1765 - Annecy), membre de l'Assemblée des Allobroges, membre de l'administration du district d'Annecy, maire d'Annecy (1801), député du département du Mont-Blanc au Corps législatif (2 mai 1809 - 1813), sous-préfet de l'arrondissement d'Annecy (16 juillet 1816), chevalier de l'Empire (3 juillet 1813), baron (par Louis XVIII en 1814, chevalier de l'ordre de la Réunion (3 juillet 1813), De gueules, au lion d'argent armé et lampassé de sable, à la bande cousue d'azur chargée du signe des chevaliers de l'Ordre impérial de la Réunion, brochant sur le tout. |
|           | Jacques Alexis Thuriot de la Rozière (1er mai 1753 - Sézanne✝ 30 juin 1829 - Liège), avocat, député de la Marne à l’Assemblée législative, montagnard à la Convention nationale (président de l'assemblée du 27 juin au 11 juillet 1793), membre du comité de salut public (10 juillet-20 septembre), commissaire auprès des tribunaux de la Marne, membre de la Commission des émigrés, substitut du procureur général de la Cour de Cassation (1805), chevalier de l'Empire (16 mai 1813), chevalier de l'ordre de la Réunion (16 mai 1813), D'argent, à la croix d'azur chargée en abîme d'une étoile à douze rais d'or, signe distinctif des chevaliers de l'Ordre impérial de la Réunion, cantonnée à dextre en chef d'un œil ouvert au naturel, à sénestre d'une balance de sable; en pointe, à dextre d'un coq aussi de sable, crêté et barbé de gueules, et à sénestre d'une quintefeuille de gueules. |
|           | Jean-Joseph de Verneilh-Puyraseau (29 juillet 1756 - Nexon ✝ 3 juin 1839 - Limoges), avocat (1789), député de la Dordogne à l'Assemblée législative (1791), président du tribunal civil de Nontron, puis juge de paix de Bussière-Badel, haut-juré de la Dordogne à la cour de Vendôme (1797), et président du tribunal criminel de la Dordogne (1799), Préfet de la Corrèze (11 ventôse an VIII), Préfet du Mont-Blanc (8 floréal an X), Président du collège électoral de Nontron en 1809, député de la Dordogne au Corps législatif (1810-1814, 1814-1815, Cent-Jours, 1817-1824, 1827-1830), chevalier de l'Empire et de l'ordre de la Réunion (14 août 1813), baron et chevalier de la Légion d'honneur sous la Restauration, D'argent, au croissant de gueules sommé de trois palmes de sinople, réunies par la tige, au comble de gueules chargé de trois étoiles d'argent; champagne d'azur du tiers de l'écu, chargée du signe des chevaliers de l'Ordre impérial de la Réunion. Différences entre dessin et blasonnement : La référence donne un comble et non un chef. |
|           | Pieter Hieronymus van Westrenen van Themaat (21 octobre 1768 - Utrecht ✝ 20 mars 1845 - Utrecht), ambassadeur de la République batave à la cour de Suède (30 septembre 1802 - 5 mai 1806), ministre plénipotentiaire à Lisbonne (5 mai 1806 - 11 mars 1807), député au Corps législatif du royaume de Hollande, député du département d'Utrecht au Wetgevend Lichaam (4 octobre 1806 - 30 juillet 1810), membre de l'administration provinciale d'Utrecht, député du département du Zuyderzée au Corps législatif (19 février 1811 - 1814), Heer van Themaat (Haarzuilens) en Houdringen, chevalier de l'Empire (3 juillet 1813), Chambellan de la reine Hortense, chevalier de l'Ordre de l'Union, chevalier de l'ordre de la Réunion (3 juillet 1813), chevalier de la Légion d'honneur, D'argent, au loup passant de sable, lampassé de gueules, allumé du champ, surmonté de trois fers de lance de sable, rangés en fasce ; bordure d'azur du tiers de l'écu, chargée au deuxième point en chef du signe des chevaliers de l'Ordre impérial de la Réunion. |